# امپراتوری عثمانی
امپراتوری عثمانی (به ترکی عثمانی: دَوْلَتِ عَلِیّهٔ عُثمَانِیّه) یک امپراتوری بود که از سده‌های چهاردهم تا بیستم میلادی بر بخش عمده‌ای از اروپای جنوب شرقی، غرب آسیا و شمال آفریقا حکومت کرد. این امپراتوری همچنین از سدهٔ شانزدهم تا اواخر سدهٔ هفدهم، منطقه جنوب شرقی اروپای مرکزی را تحت کنترل داشت. این امپراتوری ،در اواخر سده سیزدهم میلادی در سال ۱۲۹۹ میلادی توسط رهبر قبیله‌های تُرک اغوز یعنی عثمان یکم در سوگوت بنیان‌گذاشته شد و در سده چهاردهم میلادی در سال ۱۳۵۴، با فتح شبه جزیره بالکان، به قاره اروپا راه یافت که بدین ترتیب دولت کوچک عثمانی به یک کشور فراقاره‌ای تبدیل شد. تا سال ۱۴۵۳، عثمانیان امپراتوری بیزانس را ضمیمه خاک خود کردند و با فتح قسطنطنیه، توسط محمد فاتح، پایتخت خود را به این شهر انتقال دادند.
در سده‌های شانزدهم و هفدهم میلادی، امپراتوری عثمانی در اوج گستره خود در زمان سلطان سلیمان قانونی، یک دولت چند فرهنگی و چند زبانی بود که همه جنوب شرق اروپا، بخش‌هایی از اروپای مرکزی و آسیای غربی، بخش‌هایی از شرق اروپا و قفقاز و قسمت‌های وسیعی در شمال و شاخ آفریقا را زیر فرمان خود درآورده بود. در آغاز سده هفدهم، این دولت ۳۲ ولایت و تعداد زیادی دولت دست‌نشانده داشت که این دست‌نشاندگان در ادوار مختلف یا به ولایت‌های جدید تبدیل شدند یا توانستند از خودمختاری نسبی‌ای برخوردار باشند.
با توجه به موقعیت جغرافیایی پایتخت عثمانی، یعنی شهر قسطنطنیه، این امپراتوری به مدت شش سده به پلی میان سه قاره بدل شد و توانست کنترل بسیاری از مناطق دریای مدیترانه را به‌دست‌آورد. در گذشته، باور بر این بود که این امپراتوری با مرگ سلیمان یکم، رو به زوال رفته است، با این حال تاریخ‌دانان معاصر بر این باورند که دولت عثمانی در طول سده هفدهم و هجدهم با داشتن نیروی نظامی و اقتصاد قوی، کماکان یکی از ابرقدرت‌ها در جهان بود. با این حال، در جریان دوره بیست و هشت ساله صلح در میان سال‌های ۱۷۴۰ تا ۱۷۶۸، نیروهای نظامی عثمانی از نظر کارآمدی بسیار از ارتش‌های اروپایی از جمله رقبای منطقه‌ای خود، یعنی روسیه و هابسبورگ، عقب افتادند ،که همین مسئله منجر به شکست‌های پیاپی آنان در اواخر سده هجدهم و اوایل سده نوزدهم شد. گرچه این امپراتوری در سده نوزدهم به از دست دادن قلمروهای خود ادامه داد، اما با مدرن‌سازی دولت عثمانی در دوره موسوم به تنظیمات، توانست نسبت به گذشته قوی‌تر شود؛ هرچند این مسئله نتوانست از شکست‌های آنان در طول سده نوزدهم جلوگیری کند و بسیاری از قلمروهای سابق این امپراتوری، به کشورهای مستقل جدیدی تبدیل شدند.
عثمانی در جنگ جهانی اول با امپراتوری آلمان متحد شد و به جبهه قدرت‌های مرکز پیوست، با این امید که بدین طریق انزوای طولانی خود را از بین ببرد. با این حال، آنان در جنگ بزرگ به سختی شکست خوردند؛ عثمانی در جریان جنگ جهانی اول با مشکلات بسیاری، از جمله مشکلات درونی و شورش‌های مختلف، مانند شورش اَعراب مواجه شد که در شکست نهایی آنان در جنگ بسیار اثرگذار بود. در جریان جنگ جهانی اول، نسل‌کشی‌های متعددی علیه ارمنیان، آشوریان و یونانیان توسط این دولت وقوع یافت که منجر به مرگ میلیون‌ها نفر شد و همچنین ترک‌زبانان را در آناتولی به اکثریت تبدیل و راه را برای تأسیس جمهوری ترکیه باز کرد.
شکست عثمانی در جنگ جهانی اول منجر به اشغال سرزمین‌های این امپراتوری توسط متفقین شد. در نهایت نیروهای پیروز، قلمرو عثمانی در خاورمیانه را طبق توافق‌نامه سایکس–پیکو بین یکدیگر تقسیم کردند که این تقسیم‌بندی بنا بر تفکرات امپراطوری بریتانیا و جمهوری سوم فرانسه بود و بدون درنظر گرفتن تقسیمات کشوری در امپراتوری عثمانی انجام شد. هرچند شورش ترک‌زبان‌های آناتولی در برابر اشغال توسط متحدان در جنگ استقلال ترکیه منجر به تأسیس جمهوری ترکیه و در نهایت تجزیه امپراتوری عثمانی شد.

## نام
نام عثمانی از نام بنیان‌گذار این سلسله، یعنی عثمان یکم که از سران دودمان‌های تُرکمان بود گرفته شده است. این نام (Osman) واگفت ترکیِ عثمانی نام عربی (Uthmān) است. نام سازمانی فرمانروایی در زبان ترکی عثمانی، «دولت علیهٔ عثمانیه» بود.
نام عثمانی، نخست نامی برای نام بردن هم‌وندان دودمان عثمان یکم بود سپس برای نامیدن ردهٔ ارتشی فرمانروایی عثمانی به‌کار رفت. در دوران عثمانی، واژهٔ «ترک» نامی بود که برای کوچ‌نشینان ترک‌زبانِ آناتولی استفاده می‌شد و زمانی که از آن برای نامیدن فرمانروایی عثمانی، پادشاهان این سلسله یا ردهٔ فرمانروایان بهره بردند، برداشتی توهین‌آمیز از آن می‌شد و عثمانی‌ها که ترک‌ها را «اَتراک بی‌ادراک» به معنای «ترک‌ها، مردمی که از فهمیدن عاجزند» می‌نامیدند، انتساب خود به آن‌ها را برنمی‌تافتند. مردم ترک‌زبان و دانش‌آموختهٔ عثمانی که در شهرها می‌زیستند، واژهٔ «رومی» را برای نامیدن خود به‌کار می‌بردند. کاربست این واژه همچون نام ردهٔ فرمانروایان عثمانی در میان دیگر کشورهای مسلمان مانند ایران نیز گسترده بود. با این همه، از پایانه‌های سدهٔ هفدهم، در آناتولی برای نامیدن یونانیان (که آنان نیز از سدهٔ دوم و سوم میلادی خودشان را «رومی» می‌نامیدند) به‌کار رفت.
در نوشته‌های تاریخی هم‌دورهٔ فرمانروایی عثمانی در اروپای باختری، از دو نام «فرمانروایی ترک» و «فرمانروایی عثمانی» استفاده می‌شد که بر همین بنیاد، جمهوری نوبنیاد ترک‌گرا، واژهٔ «ترکیه» را به‌جای عثمانی برای نام خود برگزید. با این همه، تاریخ‌نگاران معاصر از کاربرد عبارت «فرمانروایی ترک» به‌سبب بنیاد دین‌مدار و چندملیتی عثمانی پرهیز می‌کنند. در ادبیات فارسی هم‌دورهٔ عثمانیان، به‌این فرمانروایی به‌دو گونهٔ «روم» و «عثمانی» اشاره شده است.

## تاریخ

### دوره برآمدن

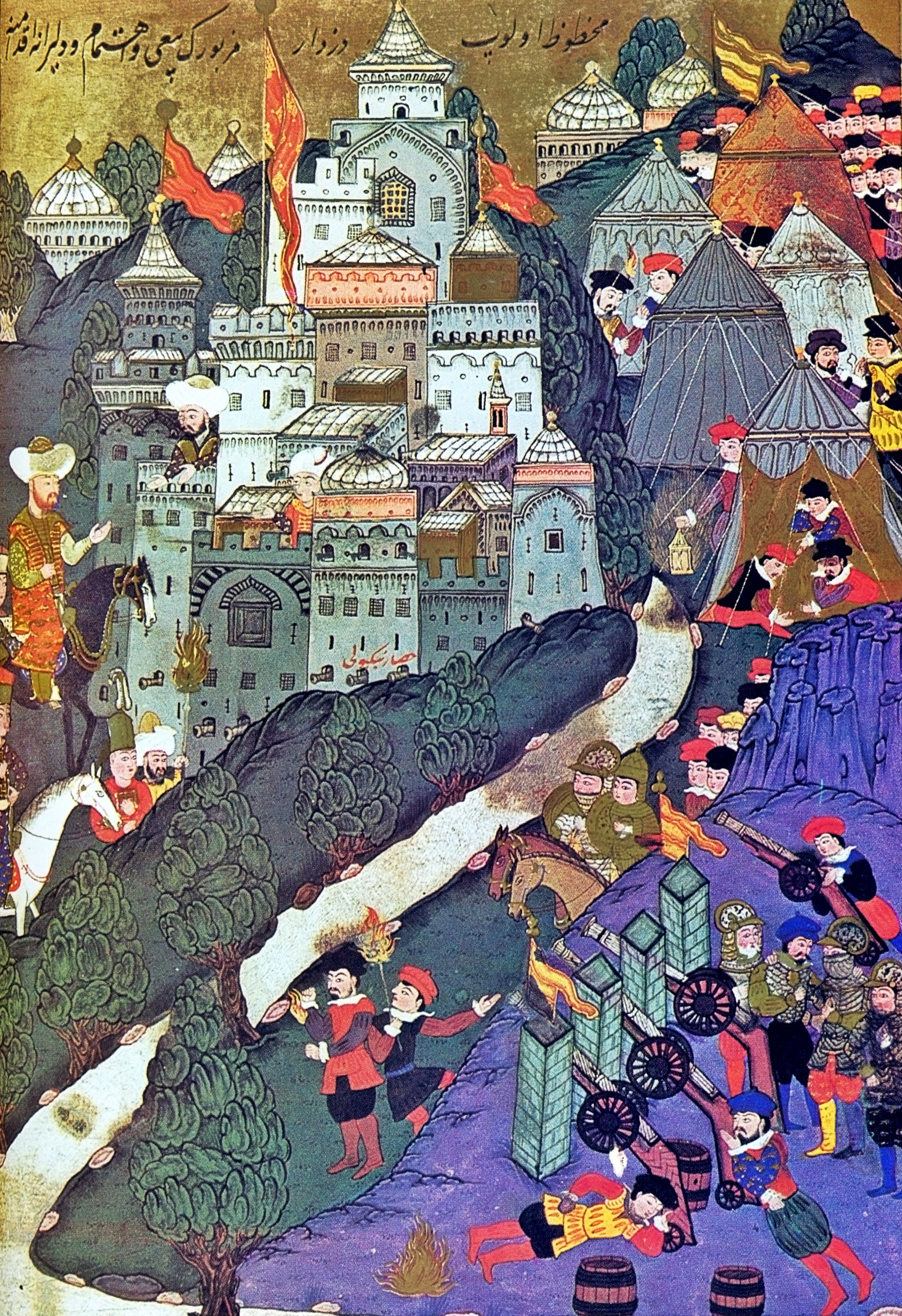
نبرد نیکوپولیس

با سقوط سلجوقیان روم، آناتولی به بیگ‌نشین‌های کوچک و بزرگی تقسیم شد. رهبر یکی از این بیگ‌نشین‌ها در منطقه بیتینی در نزدیکی مرز امپراتوری روم شرقی، عثمان یکم بود. شخصیتی که امروزه اتفاقات دوران او بسیار مبهم است و البته نام امپراتوری عثمانی از اسم او گرفته شده است. اینگونه که پیداست، سربازان عثمان را در ابتدا مردان قبیله‌اش و بیزانسی‌های مسلمان شده تشکیل می‌دادند و نخستین اقدام جدی او، فتح چند شهر بیزانسی در نزدیکی رود ساکاریا بوده است. از آنجایی که به صورت سنتی، سال آغاز دولت عثمانی را ۱۲۹۹ میلادی در نظر می‌گیرند، این اتفاق باید در نخستین سال‌های سده چهاردهم میلادی روی داده باشد. به هر ترتیب، برای درک این مسئله که نخستین پادشاهان عثمانی چگونه بر سایر بیگ‌نشین‌ها مسلط شده‌اند، امروزه اطلاعات کافی در اختیار ما وجود ندارد. در اوایل سده بیستم نظریه‌ای با عنوان «تز غزوه» توسط تاریخ‌نگار اتریشی پاول ویتک مطرح شده بود که دولت عثمانی توانست با جذب نیروهای مسلمانان برای نبرد با کفار، قلمروی خود را گسترش دهد. با این حال، امروزه این نظریه در میان تاریخ‌دانان چندان اعتباری ندارد و البته هیچ نظریه دیگری در رابطه با اینکه چگونه عثمانی از یک بیگ‌نشین کوچک به یک امپراتوری متمرکز سه قاره‌ای تبدیل شد، ارائه نشده است.
تا یک سده پس از مرگ عثمان یکم، جانشینان او به فتح آناتولی و بالکان مشغول بودند. پسر او، یعنی سلطان اورخان، در ۱۳۲۶ در شمال غربی آناتولی شهر بورسا را فتح کرد و سپس آن را به پایتخت جدید دولت خود بدل نمود. شهر بندری و مهم تسالونیکی که تحت کنترل جمهوری ونیز بود، در سال ۱۳۸۷ توسط دولت عثمانی فتح شد و پیروزی آنان در سال ۱۳۸۹ در نبرد کوزوو، به قدرت صرب‌ها در منطقه پایان داد و عملاً راه را برای ورود عثمانی به اروپا هموار ساخت. نبرد نیکوپولیس در سال ۱۳۹۶ آخرین جنگ صلیبی بزرگی بود که در قرون وسطی به وقوع پیوست؛ هرچند با موفقیت به پایان نرسید.
با ورود عثمانی به بالکان، فتح قسطنطنیه به بزرگ‌ترین هدف آنان تبدیل شد. آن‌ها تقریباً همه مناطقی که سابقاً در اطراف قسطنطنیه تحت کنترل روم شرقی بود، را فتح کرده بودند، اما به دلیل موقعیت استراتژیک شهر و دفاع رومی‌ها از تنگه بوسفور، فتح پایتخت بیزانس بسیار سخت بود. با این حال، تیمور لنگ در سال ۱۴۰۲ در نقش فرشته نجات رومی‌ها ظاهر شد. تیمور به مرزهای شرقی قلمروی عثمانی حمله‌ور شد و با پیروزی قاطعانه‌ای که در نبرد آنقره (آنکارا) به دست آورد و حتی سلطان بایزید یکم را نیز اسیر کرد، برای مدتی قسطنطنیه را از خطر نیروهای غازی (مبارزان راه اسلام) نجات داد. این شکست سنگین در آنقره، باعث آغاز جنگ داخلی در میان شاهزادگان عثمانی در میان سال‌های ۱۴۰۲ تا ۱۴۱۳ شد که به دوره فترت معروف است. در پایان جنگ داخلی، محمد یکم به پیروزی رسید و به عنوان پادشاه جدید تاج‌گذاری کرد.
جنگ داخلی منجر به از دست دادن مناطقی در بالکان شده بود. با این حال سلطان مراد دوم در میان سال‌های ۱۴۳۰ تا ۱۴۵۰ آن مناطق را - شامل مقدونیه، کوزوو و تسالونیکی - پس گرفت. مراد همچنین در سال ۱۴۴۴ در جنگ صلیبی وارنا نیروهای مجار، لهستانی و والاچیایی به رهبری یانوش هونیادی را شکست داد. گرچه آلبانیایی‌ها پس از این جنگ همچنان به مقاومت ادامه می‌دادند. چهار سال بعد، هونیادی ارتش دیگری از نیروهای مجار و والاچیایی گرد آورد و به عثمانیان حمله کرد، اما در نبرد دوم کوزوو در سال ۱۴۴۸ شکست خورد.

### دوره گسترش

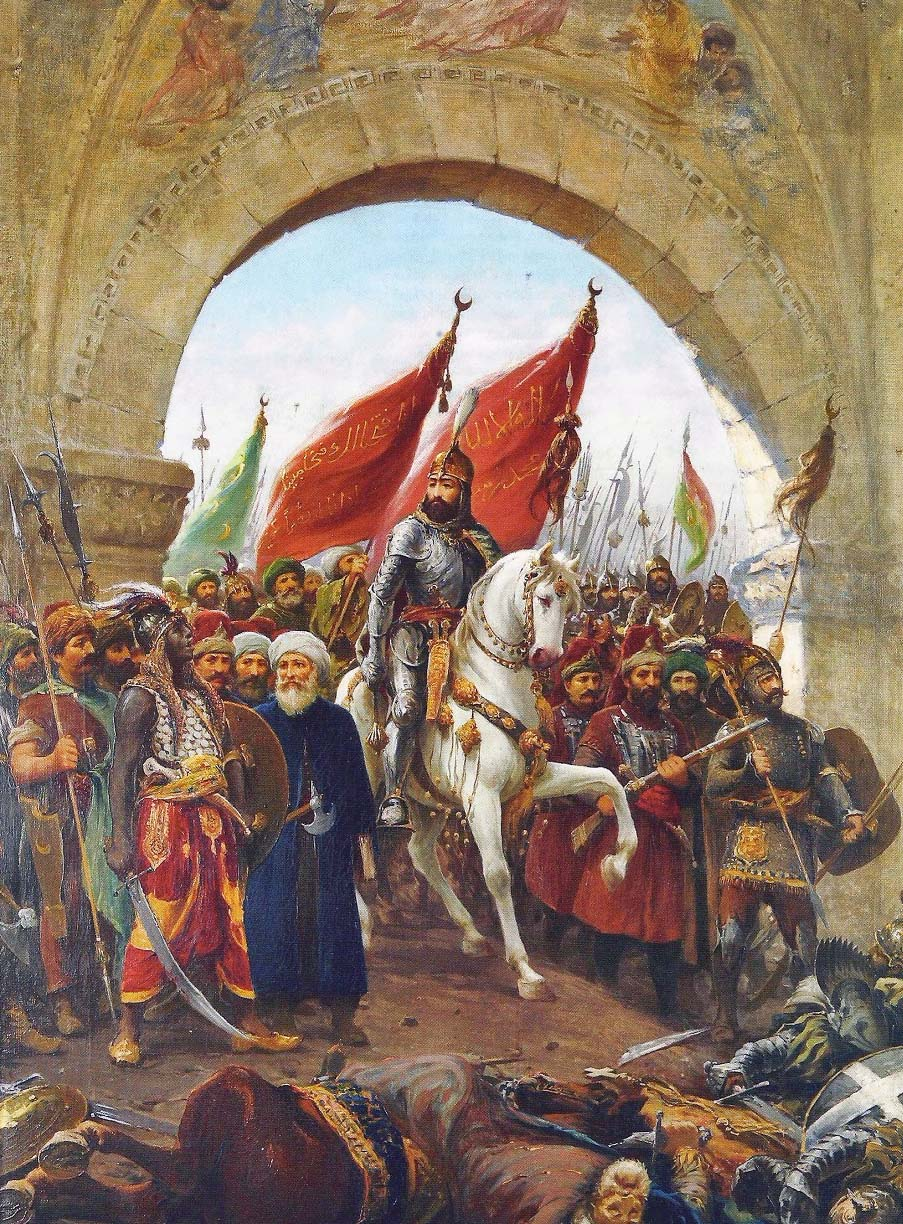
ورود سلطان محمد دوم به قسطنطنیه

فرزند سلطان مراد، یعنی محمد فاتح، اصلاحات گسترده‌ای در اداره و ارتش عثمانی پدیدآورد و در روز ۲۹ مه سال ۱۴۵۳، شهر قسطنطنیه پایتخت باستانی امپراتوری روم شرقی را فتح کرد. محمد به کلیسای ارتودوکس اجازه داد تا مانند قبل به فعالیت خود ادامه دهد، در صورتی که حکومت عثمانی را بپذیرد و چنین اتفاقی هم رخ داد. از آنجایی که در سده‌های پیشین دولت بیزانس با دولت‌های غرب اروپا مشکلاتی داشت، بیشتر جمعیت ارتودوکس عثمانی را به ونیزی‌ها ترجیح می‌دادند. بزرگ‌ترین مانعی که دولت عثمانی در این دوران با آن مواجه شد، مقاومت آلبانیایی‌ها بود که به سد بزرگی برای ورود عثمانیان به شبه‌جزیره ایتالیا تبدیل شد.
قرون پانزدهم و شانزدهم دوره رشد امپراتوری عثمانی بود که در این دوران با رهبری سلاطین غازی، توانست مناطق بسیار وسیعی را فتح کند. از آنجایی که این امپراتوری بر راه‌های تجاری میان آسیا و اروپا تسلط کامل داشت، از نظر اقتصادی نیز در وضعیت بسیار مناسبی قرار گرفت.

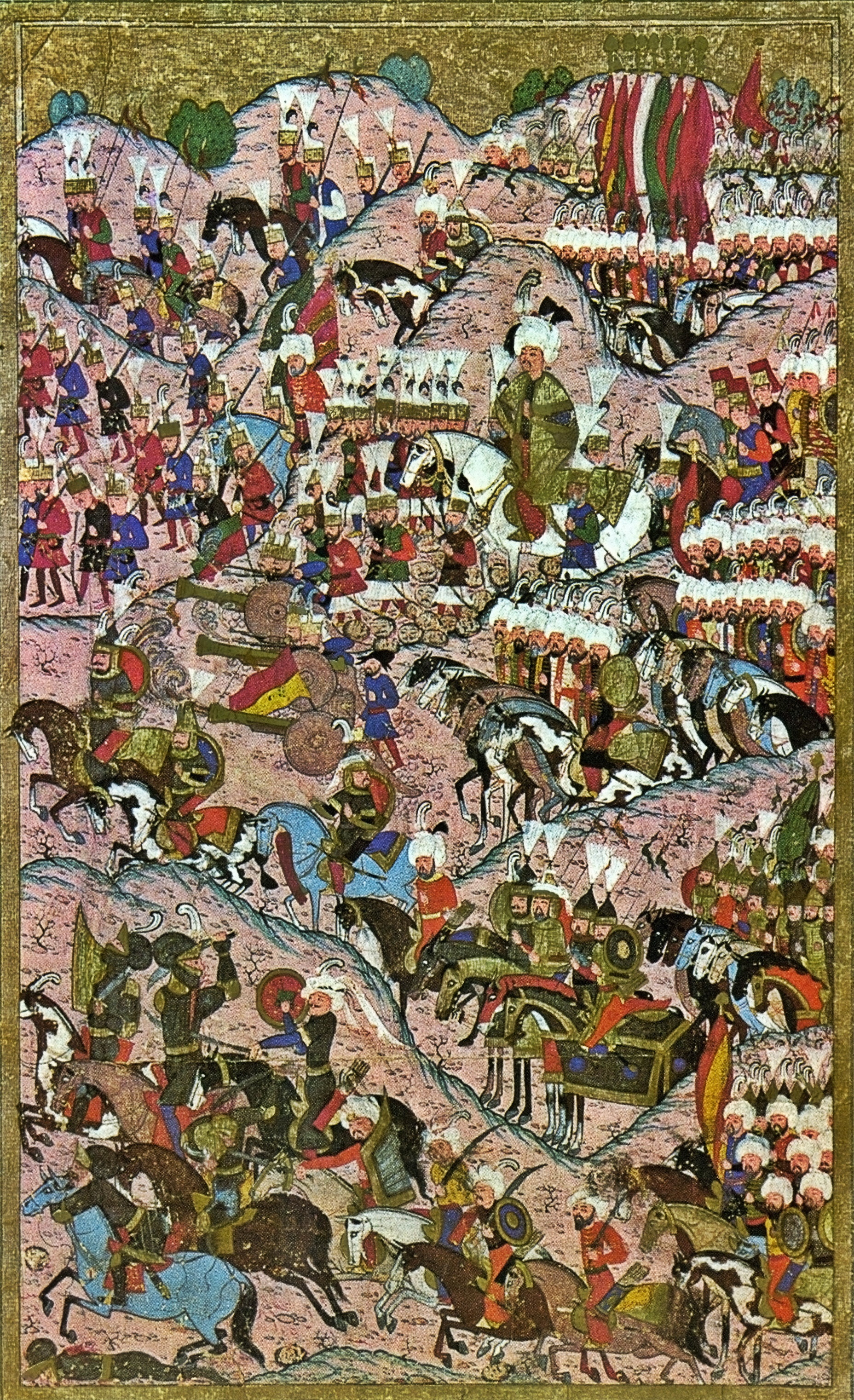
نبرد موهاچ

در دوران سلطان سلیم یکم، مرزهای امپراتوری در شرق و جنوب بسیار گسترش پیدا کردند. او با شکست دادن شاهنشاه ایران، شاه اسماعیل یکم، مناطق بزرگی را ضمیمه قلمروی عثمانیان نمود. همچنین با فتح مصر، دریای سرخ را تحت کنترل دولت عثمانی درآورد. با گسترش قلمروی این امپراتوری، رقابتی میان آنان و امپراتوری پرتغال بر سر تبدیل شدن به قدرت برتر منطقه آغاز شد.
سلیمان قانونی در سال ۱۵۲۱ شهر بلگراد را تسخیر و همچنین مناطق جنوبی و مرکزی پادشاهی مجارستان را فتح کرد. سلیمان با پیروزی تاریخی خود در نبرد موهاچ، مجارستان کنونی (به جز بخش‌های غربی) و سرزمین‌های دیگری در اروپای مرکزی را ضمیمه خاک عثمانی کرد. گرچه، او در سال ۱۵۲۹ شهر وین را محاصره کرد اما در فتح آن ناکام ماند. وی باز هم در سال ۱۵۳۲ برای تسخیر وین تلاش کرد، اما موفقیتی کسب ننمود. با این همه، سلیمان توانست با موفقیت ترانسیلوانیا، والاچیا و مولداوی را به دست نشاندگان عثمانی تبدیل کند. در شرق، در جنگی که با ایران درگرفت، سلطان توانست صفویان را شکست داده و شهر بغداد را فتح کند. با این پیروزی که در سال ۱۵۳۵ حاصل شد، عثمانی بین‌النهرین را تحت فرمان خود گرفت و به خلیج فارس دسترسی پیدا کرد.

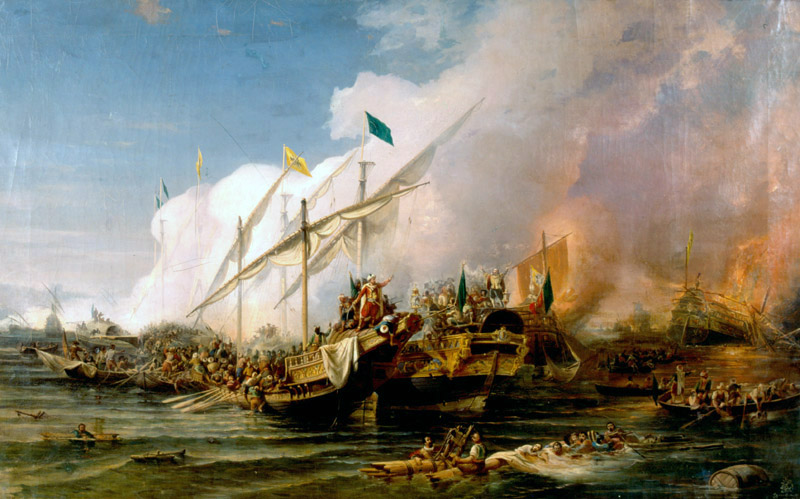
نبرد پروزا میان عثمانی و اتحادیه مقدس مسیحی

با صلح آماسیه که در سال ۱۵۵۵ میان ایرانیان و عثمانیان به امضا رسید، دو امپراتوری توافق کردند تا قفقاز را بین خود تقسیم کنند، قراردادی که تا اواخر سده هجدهم پای بر جا ماند. با این صلح، ارمنستان غربی، کردستان غربی و گرجستان غربی تحت فرمان عثمانی درآمد، درحالی که جنوب داغستان، ارمنستان شرقی و شرق گرجستان به صفویان رسید.
از آنجایی که فرانسه و عثمانی هر دو با هابسبورگ‌ها دشمنی و سر جنگ داشتند، به صورت طبیعی متحد یکدیگر محسوب می‌شدند و سرانجام نیز پیمان اتحادی به امضا رساندند. فتح نیس و کورسیکا توسط فرانسه، به ترتیب در سال‌های ۱۵۴۳ و ۱۵۵۳، درحالی روی داد که سلیمان برای فرانسوای یکم، پادشاه فرانسه، نیروهای کمکی ارسال کرده بود و بارباروس خیرالدین پاشا آنان را رهبری می‌کرد. یک ماه پیش از فتح نیس، فرانسه به عثمانی در تسخیر استرگم در شمال مجارستان یاری رسانده بود. فتوحات عثمانیان در این منطقه منجر به آن شد که فردیناند یکم، از پادشاهان خاندان هابسبورگ، تسلط عثمانی در مجارستان را به رسمیت بشناسد.

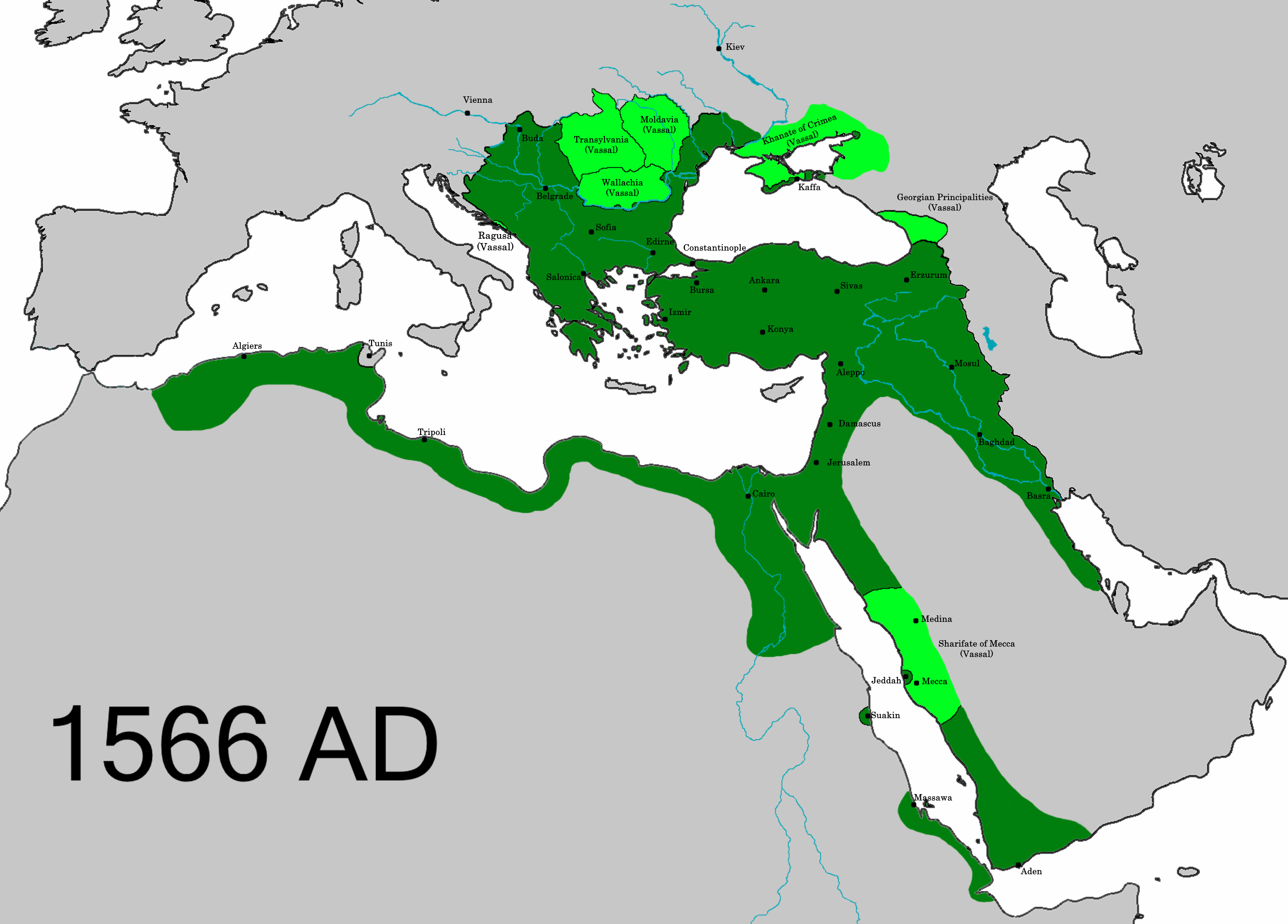
مرزهای عثمانی در زمان مرگ سلیمان قانونی

روزی که سلطان سلیمان قانونی درگذشت، امپراتوری عثمانی نسبت به روز برتخت‌نشینی او ۲٬۲۷۰٬۰۰۰ کیلومتر مربع وسیع‌تر بود و در سه قاره مناطقی را تحت فرمان خود داشت. در کنار این مسئله، دولت عثمانی در دریای مدیترانه نیز قدرت مطلق دریایی بود و به یکی از بازیگران مهم صحنه سیاست اروپا نیز تبدیل شده بود. با اتحاد پرتغال و اسپانیا، عثمانی درگیر یک جنگ فراقاره‌ای مذهبی با آنان شد؛ زیرا از آنجایی که پادشاه عثمانی خود را خلیفه می‌نامید، آنان به رهبران جهان اسلام تبدیل شده بودند، درحالی که اسپانیایی‌ها و پرتغالی‌ها بزرگ‌ترین نیروی صلیبی وقت بودند.
در این جنگ، اقیانوس هند و دریای مدیترانه دو جبهه اصلی جنگ میان این دو قدرت مسیحی و مسلمان بود. از آنجایی که ایبری‌ها (پرتغالی‌ها و اسپانیایی‌ها) به دنبال این بودند که از طریق آفریقا به هند برسند، ناگزیر از نبرد با عثمانی و نیروهای متحدش بودند. آن‌ها همچنین به دنبال این بودند تا خود را به اقیانوس آرام رسانده و مسیحیت را در فیلیپین رایج کنند تا بدین ترتیب، از این منطقه به عنوان پایگاهی برای حملات آینده علیه مسلمانان استفاده نمایند. همین مسئله باعث شد تا عثمانی اقدام به ارسال نیروهای کمکی برای سلاطین اچیه در اندونزی کنونی کرده تا از گسترش قلمروی مسیحیان جلوگیری کنند. با این حال، این جنگِ بزرگ سده شانزدهم به سرانجام قطعی نرسید، زیرا هم عثمانی و هم اتحادیه ایبری (اسپانیا-پرتغال) از نظر جمعیت، اقتصاد و نیروی نظامی در وضعیتی تقریباً برابر قرار داشتند.

### دوره رکود و اصلاحات

#### شورش‌ها، سرنگونی‌ها و تجدید قدرت

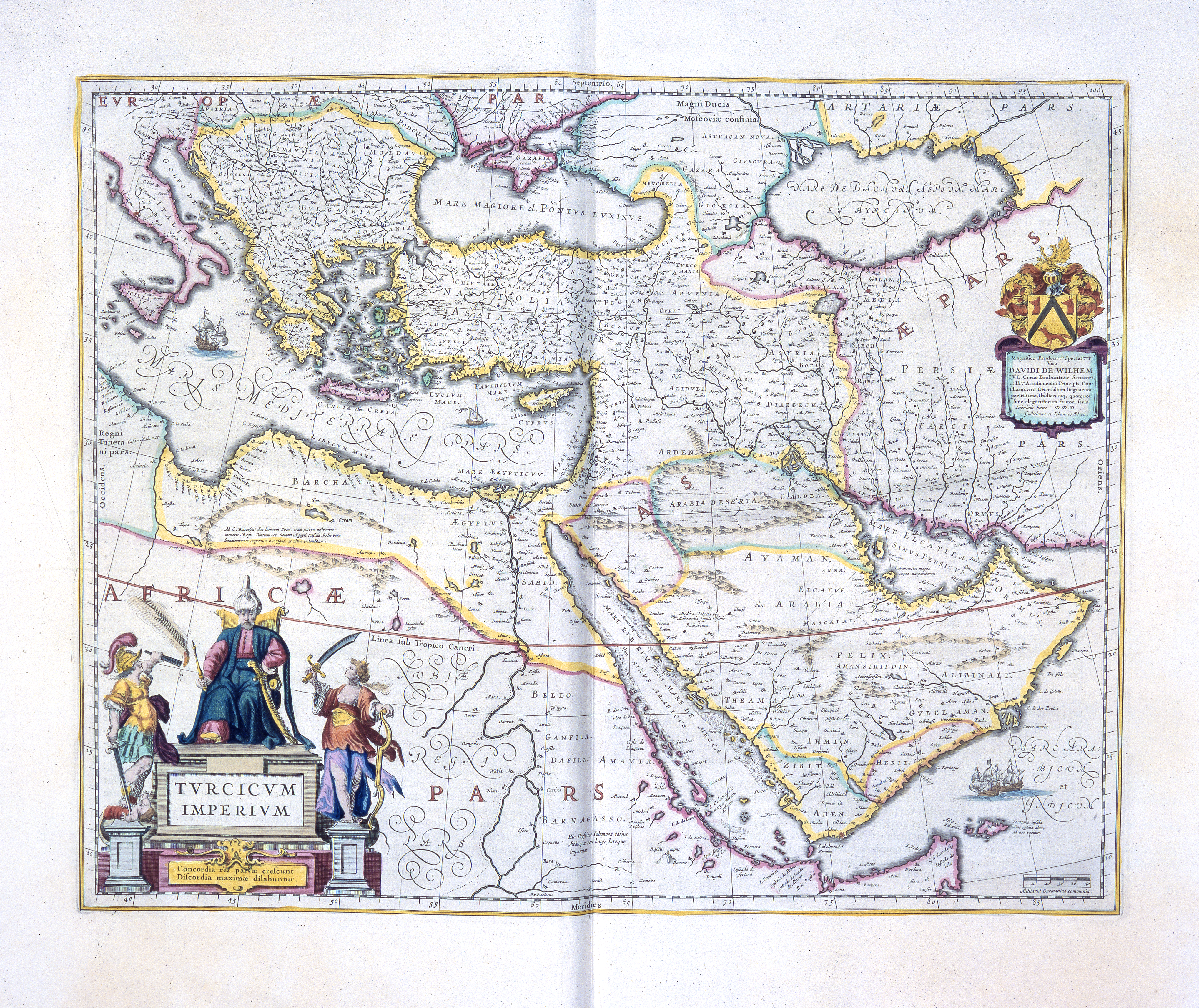
یک نقشه مربوط به سال ۱۶۵۴

در نیمه دوم سده شانزدهم، عثمانی تحت فشار شدید تورم و افزایش هزینه جنگ‌ها در دو جبهه شرق در برابر ایران و غرب در برابر قدرت‌های اروپایی قرار گرفت. این فشارها باعث شد تا در آغاز سده هفدهم، امپراتوری وارد مجموعه‌ای از بحران‌ها شود. در جریان این بحران‌ها بود که مشخص شد که سیستم فعلی حکومت عثمانی دیگر کارایی لازم را ندارد و به همین دلیل، امپراتوری دست به مجموعه‌ای اصلاحات گسترده در سیاست‌ها و نیروهای نظامی خود زد تا بتواند کماکان به عنوان یک امپراتوری «سده هفدهمی» از نظر نظامی و اقتصادی قدرتمند باقی بماند. تاریخ‌دانانی که خود این دوره را به چشم دیده‌اند، آن را دوره رکورد و سرآغاز زوال عثمانی توصیف کرده‌اند، با این حال تاریخ‌دانان مدرن این دیدگاه را رد می‌کنند.

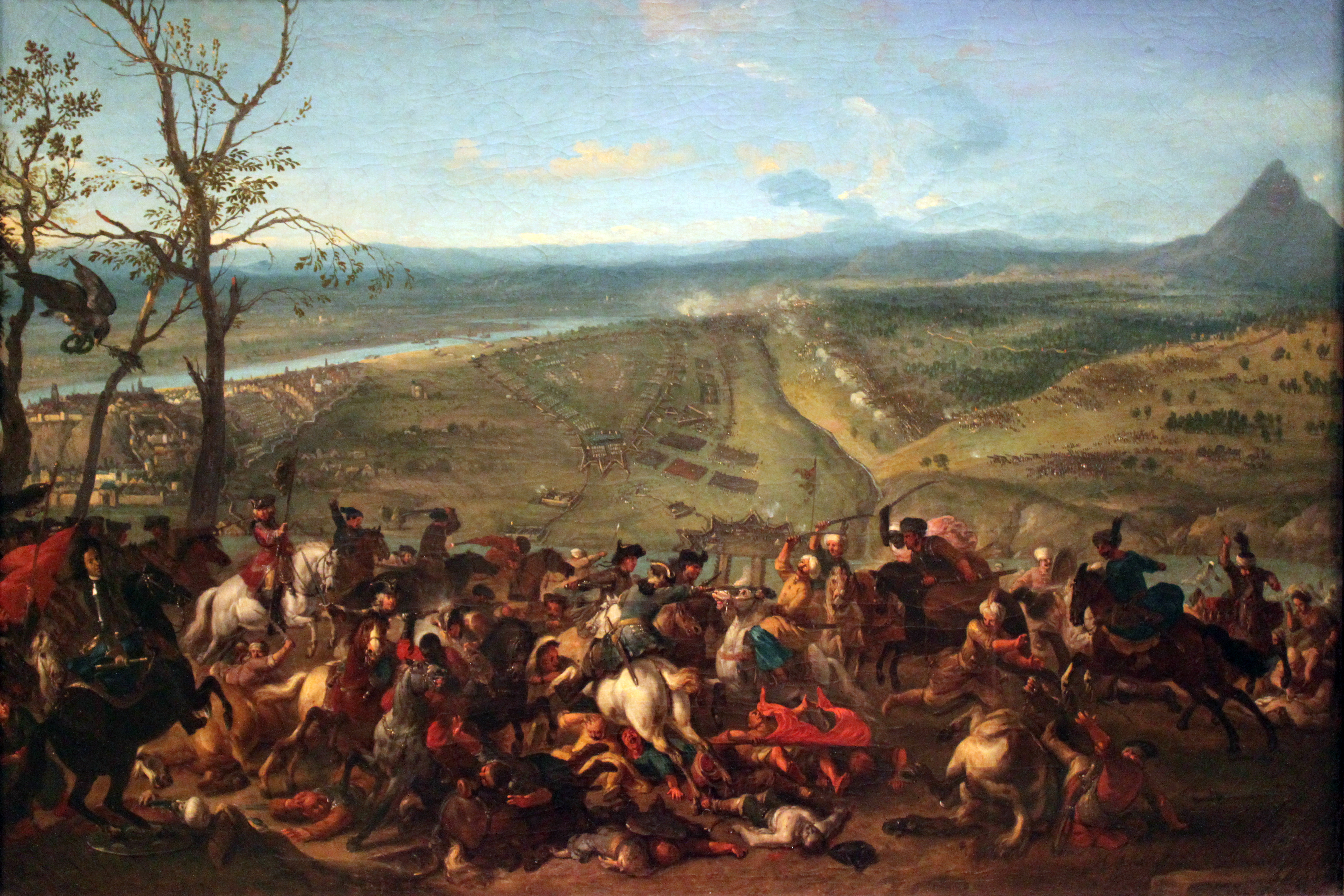
فتح بلگراد در ۱۷۱۷ توسط نیروهای اتریشی

با کشف راه‌های دریایی جدید توسط قدرت‌های اروپایی، آنان قادر بودند تا انحصار عثمانی در این مسئله را از بین ببرند که البته این مسئله منجر به برخوردهای نظامی مانند جنگ‌های عثمانی و پرتغال پس از کشف دماغه امیدنیک نیز شد. با این حال، گرچه حضور اروپاییان در اقیانوس آرام روز به روز افزایش پیدا می‌کرد، عثمانی توانست به حضور قدرتمند خود در صحنه تجارت با شرق ادامه دهد. در این دوره، به عنوان مثال، قاهره از نظر اقتصادی بسیار شکوفا شد که دلیل آن افزایش تقاضاها برای قهوه یمنی بود که منجر به تأسیس قهوه‌خانه‌های بیشمار در این شهر شد که سرانجام قاهره را به مرکزی برای تجارت قهوه تبدیل در سده هفدهم و اوایل سده هجدهم تبدیل کرد.
در دوران ایوان چهارم، روسیه تزاری به گسترش قلمروهای خود ادامه داد و ولگا و در منطقه شمالی دریای خزر فتح کرد. در سال ۱۵۷۱، در پاسخ به توسعه‌طلبی روس‌ها، دولت گیرای یکم، خان کریمه با پشتیبانی عثمانیان، به مسکو حمله‌ور شد و شهر را به آتش کشید. یک سال بعد دوباره حمله تکرار شد، با این تفاوت که روسیه با موفقیت از خود دفاع کرد. خانات کریمه تا پایان سده هفدهم به تاخت و تازها در اروپای شرقی ادامه داد و یکی از قدرت‌های مهم منطقه باقی ماند.
در جنوب اروپا، یک ارتش متشکل از نیروهای ائتلاف کاتولیکی به رهبری فلیپ دومِ اسپانیا، ناوگان عثمانی را در نبرد لپانتو در سال ۱۵۷۱ شکست داد. نیروهای کاتولیک بیش از سی هزار عثمانی را کشتند یا آنان را به اسارت گرفتند و بیشتر از ۲۲۰۰ کشتی را از بین بردند. با این شکست تحقیرآمیز، چهره شکست‌ناپذیر عثمانی در هم شکست و مشخص شد که پیروزی شوالیه‌های مالت در نبرد مالت در سال ۱۵۶۵ اتفاقی نبوده است. شکست در برابر نیروهای ائتلاف کاتولیک همچنین باعث شد تا بخش اعظم نیروهای کارکشته ارتش عثمانی نیز از بین بروند؛ با این حال کشتی‌های از دست رفته به سرعت جایگزین شدند. گرچه افسانه شکست ناپذیری عثمانی از بین رفته بود، ارتش آنان قادر بود تا به سرعت خود را بازیابی کرده و تنها دو سال بعد ونیز را مجبور به پذیرفتن پیمان صلح نماید. این صلح به عثمانی فرصت تا به مسائل روی داده در شمال آفریقا بپردازند.

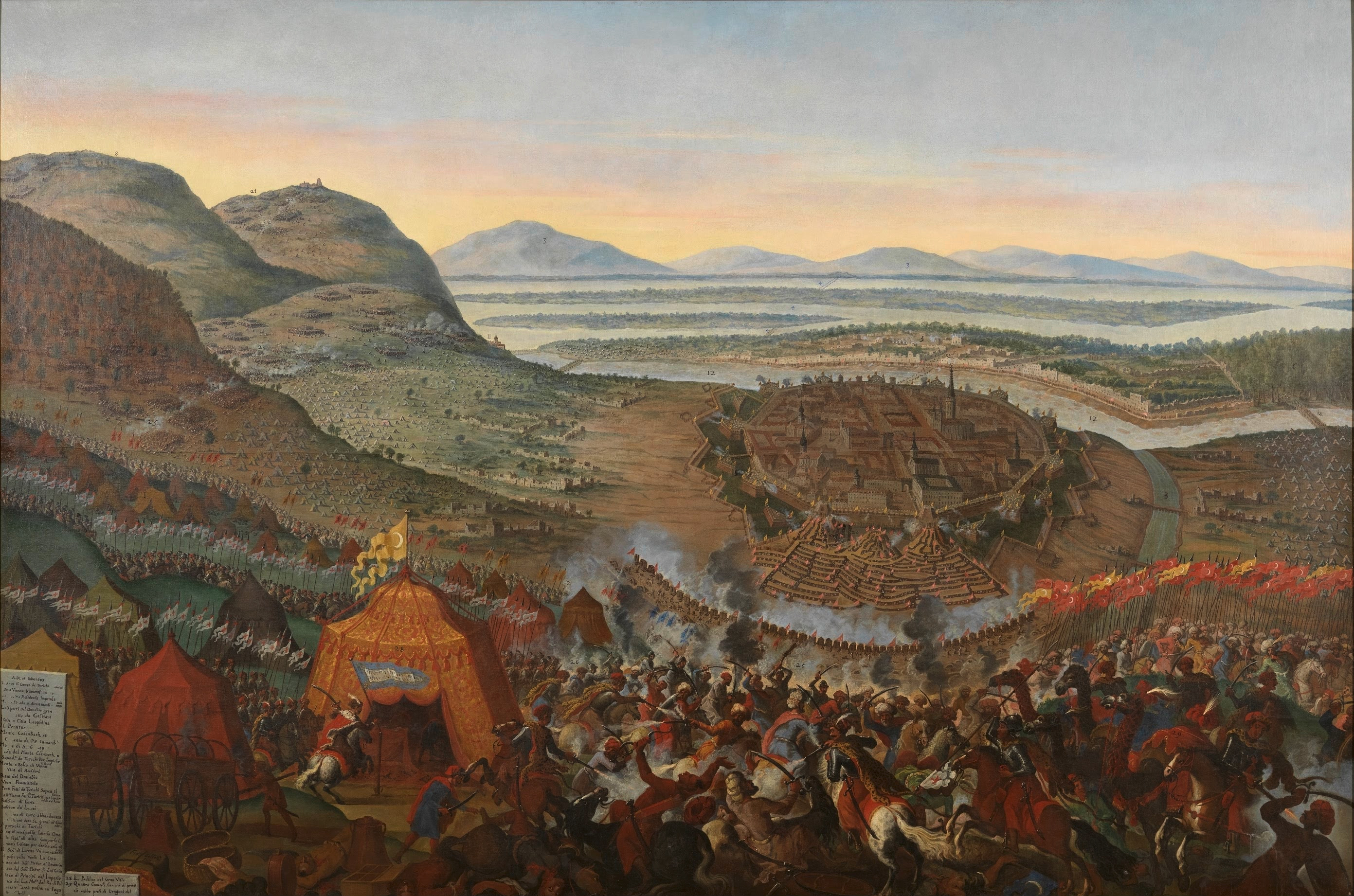
محاصره دوم وین در ۱۶۸۳

با افزایش توان دفاعی هابسبورگ‌ها (در مرزهای غربی عثمانی) به نظر می‌رسید که جنگ میان اتریش و عثمانی به یک بن‌بست خورده است. جنگ پانزده ساله میان اتریش و عثمانی که به «جنگ طولانی با ترکان» معروف است، باعث شد تا عثمانی نیاز مبرمی به نیروهای تازه‌نفس برای پیاده‌نظام خود داشته باشد. با ورود نیروهای تازه‌کار، نظمی که سده‌ها در ارتش این دولت بود از بین رفت و البته این مشکل را به وجود آورد که هر لحظه امکان شورش نیروهای نظامی وجود داشته باشد، مشکلی که دیگر هرگز کاملاً از بین نرفت. همچنین با افزایش جمعیت امپراتوری به سی میلیون نفر، عثمانی با مشکل کمبود زمین نیز مواجه شد. با همه این‌ها، دولت عثمانی توانست کماکان قدرتمند باقی بماند و به صورت کلی در این دوران، با شکست‌های بزرگی روبرو نشد. تنها استثنایی که وجود دارد، شکست آنان از ایرانیان در جنگ ۱۶۱۸–۱۶۰۳ است که باعث شد بسیاری از استان‌های شرقی امپراتوری از دست بروند و تعدادی از آن‌ها هرگز بازیابی نشوند. با امضای عهدنامه نصوح پاشا میان صفویان و عثمانی، همه قفقاز به جز بخش‌های غربی گرجستان به ایران داده شد.
مراد چهارم (۱۶۲۳–۱۶۴۰) در جریان سلطنت نسبتاً کوتاهش، توانست بار دیگر قدرت دولت مرکزی را برقرار کرده و همچنین عراق را از ایران بازپس بگیرد. عهدنامه زهاب در همین دوره امضا شد که باعث تقسیم قفقاز میان صفویان و عثمانیان و همچنین ضمیمه قطعی عراق به عثمانی شد. مرزی که در جریان این عهدنامه ترسیم شد، هنوز در میان سه کشور ایران، ترکیه و عراق برقرار است. در همین دوران بود که دوره موسوم به سلطنت زنان (۱۶۲۳–۱۶۵۶) آغاز شد که در طی این سال‌ها، مادران سلاطین جوان عملاً به جای پسرشان حکومت را در دست داشتند. قابل ذکرترین اتفاق این دوره آن بود که رقابت میان کوسم سلطان و عروسش تورخان خدیجه سلطان منجر به قتل کوسم سلطان در سال ۱۶۵۱ شد. پس از آن دوره کوپورلو (۱۶۵۶–۱۷۰۳) آغاز شد که در این دوران، شش وزیر از خاندان آلبانیایی کوپورلو قدرت را در امپراتوری به دست گرفتند. این دوره دولت عثمانی شاهد پیروزی‌های نظامی نسبتاً بزرگی بود که در آن ترانسیلوانیا با موفقیت پس گرفته شد، فتح کرت در ۱۶۶۹ با موفقیت به پایان رسید و عثمانیان به جنوب اوکراین که در آن زمان در اختیار لهستان بود، وارد شدند.
با این حال، این دوره به صورت فاجعه‌باری پایان یافت. وزیر اعظم کارا مصطفی پاشا در سال ۱۶۸۳ ارتش بزرگی را فراهم آورد و برای بار دوم تلاش کرد تا وین را محاصره کند. تأخیر پیش آمده در محاصره وین باعث شد تا ارتش عثمانی توسط نیروهای متحد هابسبورگ، المانی و لهستانی به خاک و خون کشیده شود و اتحادیه مقدس به یک پیروزی درخشان دست پیدا کند. با عهدنامه صلح که جنگ موسوم به «جنگ بزرگ با ترکان» پایان داد، عثمانی بخش‌های وسیعی از خاک خود را از دست داد که بیشتر آنان را هرگز نتوانست مجدداً فتح کند. مصطفی دوم در میان سال‌های ۱۶۹۶ تا ۱۶۹۶ در یک اردوکشی به قصد تلافی شکست در وین، تلاش کرد تا به هابسبورگ‌ها در مجارستان حمله کند اما با شکست در نبرد زنتا، این لشکرکشی نیز فاجعه آمیز به پایان رسید.

#### افزایش تهدیدها از جانب روسیه
به‌جز از دست دادن بنات و از دست دادن موقتی بلگراد، مرزهای عثمانی در دانوب در طول سده هجدهم تقریباً ثابت ماند. اما با توسعه طلبی روسیه، خطر بزرگی که روز به روز در حال افزایش بود، عثمانی را تهدید می‌کرد. کارل دوازدهم سوئد که در نبرد پولتاوا (۱۷۰۹) در جنگ بزرگ شمالی در برابر روس‌ها شکست خورده بود، با عثمانی پیمان اتحاد بست. چارلز سلطان احمد سوم را راضی کرد تا به روسیه اعلان جنگ دهد و این جنگ در نهایت با پیروزی عثمانی به پایان رسید.
با عهدنامه پاسارویتز میان عثمانی و اتریش، عثمانی به صورت دائمی بنات و به صورت موقتی صربستان و والاکیای کوچک را از دست داد. با این عهدنامه، مشخص شد که عثمانی در موضع دفاعی است و بسیار بعید است که در آینده خطر جدی برای اروپا ایجاد کند.

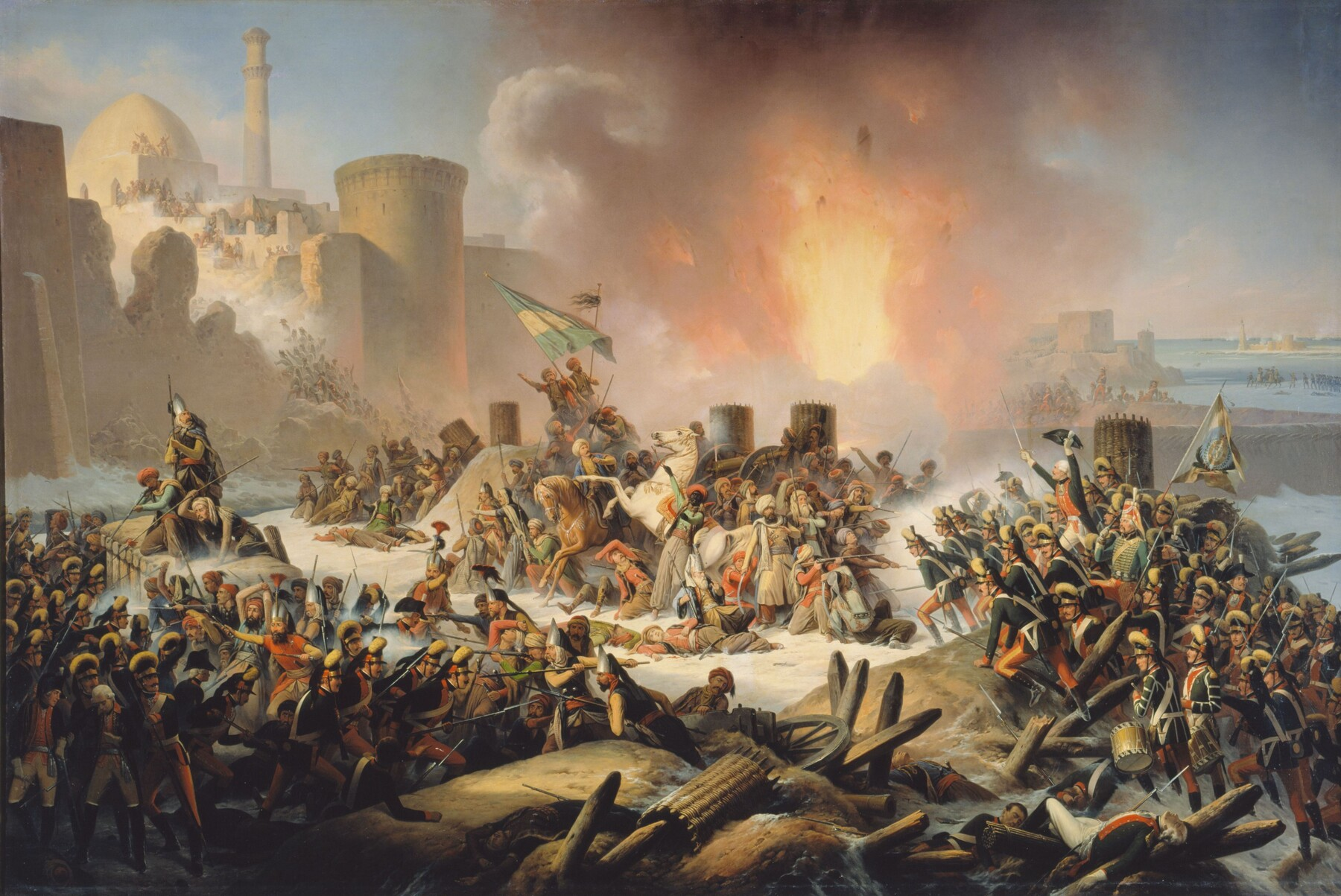
تلاش نیروهای عثمانی برای جلوگیری از پیشروی نیروهای روسی در ۱۷۸۸

جنگی که بیست سال بعد با عهدنامه بلگراد میان روسیه و اتریش با عثمانی به پایان رسید، باعث شد تا صربستان و والاکیای کوچک دوباره تحت کنترل باب عالی (نام رایج برای اشاره به دربار عثمانی) در آیند، با این حال، دولت عثمانی شهر بندری آزوف و شمال کریمه را به روسیه واگذار کرد. پس از این جنگ، عثمانی برای حدود یک نسل در صلح به سر برد، زیرا روسیه و اتریش مشغول درگیری با پروس که به تازگی در حال اوج گرفتن بود، بودند.
سلاطین عثمانی همچنین سعی در ایجاد اصلاحات در سیستم آموزش نیز نمودند. دانشگاه «مهندسان بحر همایون» (دانشگاه فنی استانبول امروزی) به سبک دانشگاه‌های غربی تأسیس شد. در سال ۱۷۳۴، یک مدرسه ساخت توپخانه با شیوه‌های اروپایی در قسطنطنیه ایجاد شد، اما علمای اسلامی با آن مخالفت کردند و سلطان مجبور شد تا نظر آنان را بپذیرد. این مدرسه در سال ۱۷۵۴ به شکل مخفی مجدداً بازگشایی شد. در ۱۷۲۶، ابراهیم متفرقه، یک مجارستانی که اسلام آورده بود، وزیر اعظم داماد ابراهیم پاشای نوشهری و مفتی اعظم و سایر علمای دینی را راضی کرد تا اجازه چاپ کتاب با دستگاه چاپ را به او بدهند که در نهایت منجر به آن شد که سلطان احمد سوم این مجوز را صادر کند که کتاب‌های غیردینی به شیوه‌های نوین چاپ شود. هرچند این اتفاق مخالفت بسیاری از روحانیان مسلمان و البته کاتبان را در پی داشت، با این حال نخستین کتاب در سال ۱۷۲۹ به چاپ رسید.
در سال ۱۷۶۸، شبه‌نظامیان اکراینی تحت حمایت روسیه وارد شهر تحت کنترل عثمانیِ بالتا شدند، مردم شهر را کشتند و در نهایت آن را به آتش کشیدند. این اتفاق، منجر به آن شد که پادشاه عثمانی به روسیه اعلان جنگ بدهد. جنگ شش سال طول کشید و در پایان آن، عثمانی به همه مسیحیان مولداوی و والاکیا آزادی مذهبی اعطا کرد. در سال‌های پایانی سده هجدهم، بسیاری از شخصیت‌های سیاسی عثمانی به این عقیده بودند که شکست‌های پیاپی آنان در برابر روس‌ها به اصلاحات گسترده پتر کبیر که منجر به مدرن‌سازی کشور و سپاه روسیه شده بود، بازمی‌گردد و عثمانی نیز باید دست به چنین اصلاحاتی بزند.

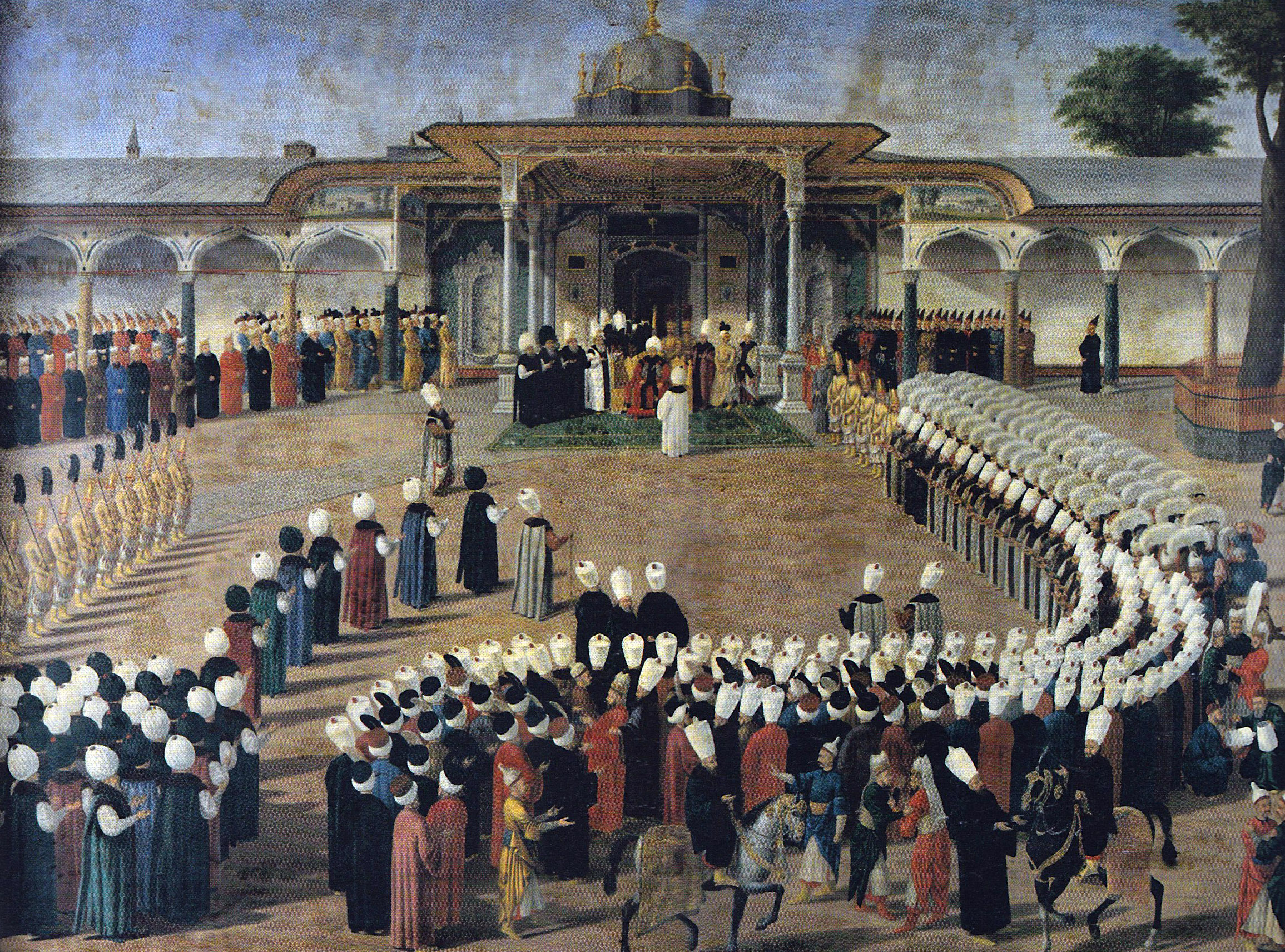
به تخت‌نشینی سلیم سوم

سلیم سوم نخستین کسی بود که برای مدرن‌سازی ارتش عثمانی دست به اقدام جدی زد، اما اقدامات او با مخالفت مقامات مذهبی و فرماندهان نیروهای ینی‌چری روبرو شد. ینی‌چری‌ها که نگران به خطر افتادن جایگاه خودشان در صورت ایجاد یک ارتش منظم و همیشگی بودند، علیه دولت مرکزی شوریدند. اقدامات سلیم در نهایت منجر شد تا او جان و تاج تخت خود را از دست بدهد، اما محمود دوم، جانشین او، به بهانه شورش روی داده سپاه ینی‌چری را در ۱۸۲۶ منحل کرد.

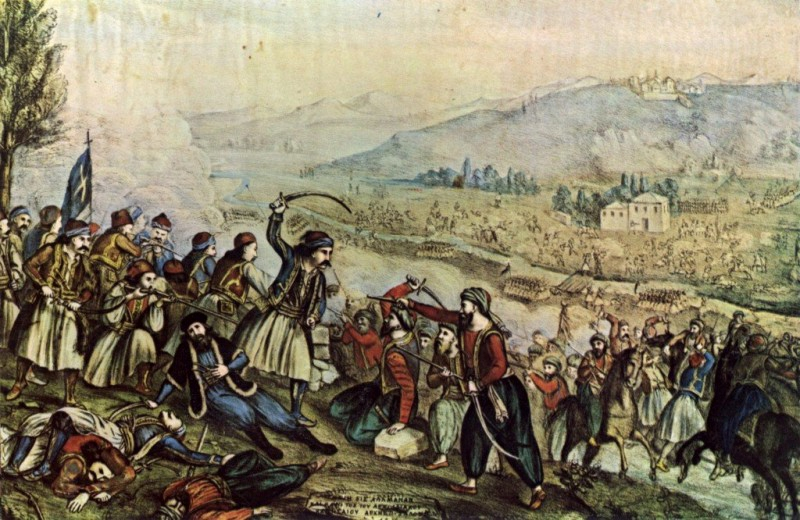
شورش یونانیان بر عثمانی در جنگ استقلال یونان

در دوران «مسئله شرق» (دوره‌ای که به دلیل زوال عثمانی، قدرت‌های اروپایی بر سر فتح قلمروهای آنان به رقابت می‌پرداختند)، انقلاب صربستان (۱۸۰۴–۱۸۱۵) روی داد که این مسئله منجر به یک سری بیداری‌های ملی در بالکان شد. در سال ۱۸۳۰ عثمانی اجباراً پذیرفت که صربستان به صورت رسمی بخشی از عثمانی باشد، اما پادشاه و سلسله پادشاهی خود را داشته و پادشاه در اداره کشور خود کاملاً مستقل عمل کند. در سال ۱۸۱۱، وهابی‌های خاندان سعودی در عربستان بر عثمانی شوریدند. دولت مرکزی که توان سرکوب کردن آنان را نداشت، از محمدعلی پاشا، والی مصر درخواست کرد تا به این شورش پایان دهد و اقدامات محمدعلی در نهایت منجر به سقوط نخستین دولت سعودی شد. در ۱۸۲۱، یونانیان بر سلطان شوریدند. این اتفاق در نهایت به انقلاب یونان شهرت یافت و منجر به آن شد که یونان در سال ۱۸۲۹ به اولین کشوری شد که توانسته است به صورت رسمی از عثمانی مستقل شود. در سال ۱۸۳۰، فرانسه الجزایر را فتح کرد و عثمانی قادر نبود تا آنان را از این منطقه بیرون کرده و آن را پس بگیرد. یک سال بعد، محمدعلی پاشا به امید اینکه عثمانی را براندازد و خود به سلطان جدید تبدیل شده و سلسله تازه‌ای را روی کار آورد، در مصر شورید. سپاه او که توسط فرانسویان تعلیم دیده شده بود، به رهبری پسر محمد علی یعنی ابراهیم پاشا سپاه عثمانی را شکست داد و تا دویست مایلی قسطنطنیه پیشروی کرد. سلطان محمود دوم که هیچ راهی پیش پای خود برای جلوگیری از پیشروی سپاه ابراهیم پاشا نمی‌دید، از دشمن همیشگی امپراتوری، یعنی روسیه درخواست کمک کرد و تزار نیکولای یکم ارتشی را برای کمک به وی فرستاد. در نهایت، این سپاه روسی با موفقیت مانع پیشروی ابراهیم پاشا شد. با این حال، عثمانی در ۱۸۳۳ رسماً علاوه بر مصر، محمد علی پاشا را به عنوان والی کرت، حلب، تریپولی، دمشق و سیدون به رسمیت شناخت و در عوض، محمدعلی نیز از ادعای خود بر تاج و تخت عثمانی چشم پوشی کرد. با توجه به اینکه اگر به خاطر دخالت روس‌ها نبود، بسیار بعید بود تا محمود دوم و سلسله عثمانی از این واقعه جان سالم به در ببرند، امروزه این اتفاق آغازگر دوره‌ای دیده می‌شود که باب عالی حتی توانایی دفاع و حفظ خودش را هم نداشت.

گسترش امپراتوری عثمانی (۱۲۹۹–۱۶۸۳ میلادی)

در سال ۱۸۳۹، عثمانی تلاش کرد تا مناطق از دست رفتهِ تحت کنترل محمد علی را پس بگیرد، اما به طرز فاجعه‌باری شکست خورد. این اتفاق آغازگر «بحران شرقی ۱۸۴۰» شد؛ زیرا از آنجایی که محمد علی پاشا بسیار به فرانسه نزدیک بود، در اروپا این بیم می‌رفت که اگر او به عنوان سلطان جدید امپراتوری تاج‌گذاری کند، همه سرزمین‌های تحت کنترل عثمانی به منطقه تحت نفوذ فرانسه تبدیل شود. از آنجایی که باب عالی خود توانایی شکست دادن مصر و محمد علی پاشا را نداشت، بریتانیا و اتریش به یاری آنان آمده و پاشا را شکست دادند. همه این‌ها، منجر شده بود که از میانه‌های سده نوزدهم، عثمانی در میان قدرت‌های غربی به «مرد مریض اروپا» معروف شود. شاهزاده‌نشین صربستان، والاکیا و مولداوی در دهه‌های شصت و هفتاد سده نوزدهم همچنین موفق به کسب استقلال خود شدند.

### مدرن‌سازی و آغاز زوال
در دوران تنظیمات (۱۸۳۹–۱۸۷۶)، اصلاحاتی در امپراتوری عثمانی انجام پذیرفت که منجر به ایجاد یک ارتش مدرن شد، سیستم بانکداری به وجود آمد، چندین قانون دینی با قوانین سکولار جایگزین شدند، کارخانه‌های مدرن ایجاد شد و حتی قوانینی تصویب شد که از شدت مجازات همجنسگرایی کاست. در سال ۱۸۴۰، وزارت پست عثمانی نیز ایجاد شد.
سلطان عبدالمجید که خود شخصاً تلگراف را تست کرده بود، درخواستی برای ایجاد سیستم تلگراف در عثمانی برای ساموئل مورس در سال ۱۸۴۷ ارسال کرد. پس از آزمایش موفقیت‌آمیز، سیستم تلگراف استانبول-ادرین-شومن در نهم اوت ۱۸۴۷ راه افتاد. اصلاحات در عثمانی با ایجاد قانونی اساسی و پارلمان به اوج خود رسید. هرچند دوران آن کوتاه بود زیرا سلطان عبدالحمید دوم مجلس را پس از دو سال در ۱۸۷۷ منحل کرد.
جمعیت مسیحی امپراتوری، از آنجایی که مسیحیان نسبت به جمعیت مسلمان از نظر تحصیلات عالیه وضعیت بهتری داشتند، از مسلمانان پیشی گرفت. این مسئله، باعث رنجش مسلمانان که اکثریتِ امپراتوری بودند، شد. در سال ۱۸۶۱، حدود ۶۶۵ مدرسه برای محصلان مسیحی (که حدود ۱۴۰٬۰۰۰ نفر بودند) در امپراتوری وجود داشت، درحالی که جمعیت مسلمانان چند برابر بود، تعداد مدارس مخصوص آنان بسیار کمتر بود؛ آن هم درحالی که در مدارس مسیحی علوم روز جهان تدریس می‌شد و مدارس اسلامی محدود به تدریس زبان عربی و علوم اسلامی بودند. همچنین نوشتن زبان عثمانی (که یک زبان ترک تبار بود) با الفبای عربی (که یک زبان سامی بود) کار را برای آموزش کودکان عثمانی زبان سخت می‌کرد. با توجه به اینکه بیشتر دانشجویان در دانشگاه‌های عثمانی را مسیحیان تشکیل می‌دادند، نقش آنان در اقتصاد امپراتوری بسیار افزایش یافت. در سال ۱۹۱۱، حدود ۶۵۴ عمده‌فروشی در استانبول وجود داشت و درحالی که تعداد یونانیان و ترک‌زبانان شهر تقریباً برابر بود، یونانیان صاحب ۵۲۸ تای آن‌ها بودند که خود اهمیت جمعیت مسیحی در اقتصاد امپراتوری را نشان می‌دهد. حتی در بسیاری از موارد، مسیحیان و یهودیان از حمایت کنسول‌گری‌ها و سفارت‌های کشورهای اروپایی برخوردار بودند که باعث می‌شد که برخلاف مسلمانان، محدودیت قوانین عثمانی شامل آنان نشود.
جنگ کریمه یکی از بخش‌های رقابت طولانی قدرت‌های اروپایی برای تصاحب قلمروهای امپراتوری در حال زوال عثمانی بود. این جنگ چنان بار سنگین اقتصادی‌ای بر دوش‌های امپراتوری گذاشت که دولت مجبور شد تا ۵ میلیون پوند در سال ۱۸۵۴ از قدرت‌های خارجی قرض بگیرد. در جریان جنگ کریمه، حدود ۲۰۰ هزار تن از تاتارهای کریمه مجبور به ترک خانه خود شده و به امپراتوری عثمانی مهاجرت کردند. همچنین در جریان جنگ قفقاز، ۵۰۰ هزار تا ۱٫۵ میلیون چرکسی از سرزمین‌های خود توسط روسیه رانده شده و در آناتولی ساکن شدند. این مهاجرت‌ها نیز خود در پروسه مدرن‌سازی امپراتوری عثمانی تأثیر زیادی گذاشت.

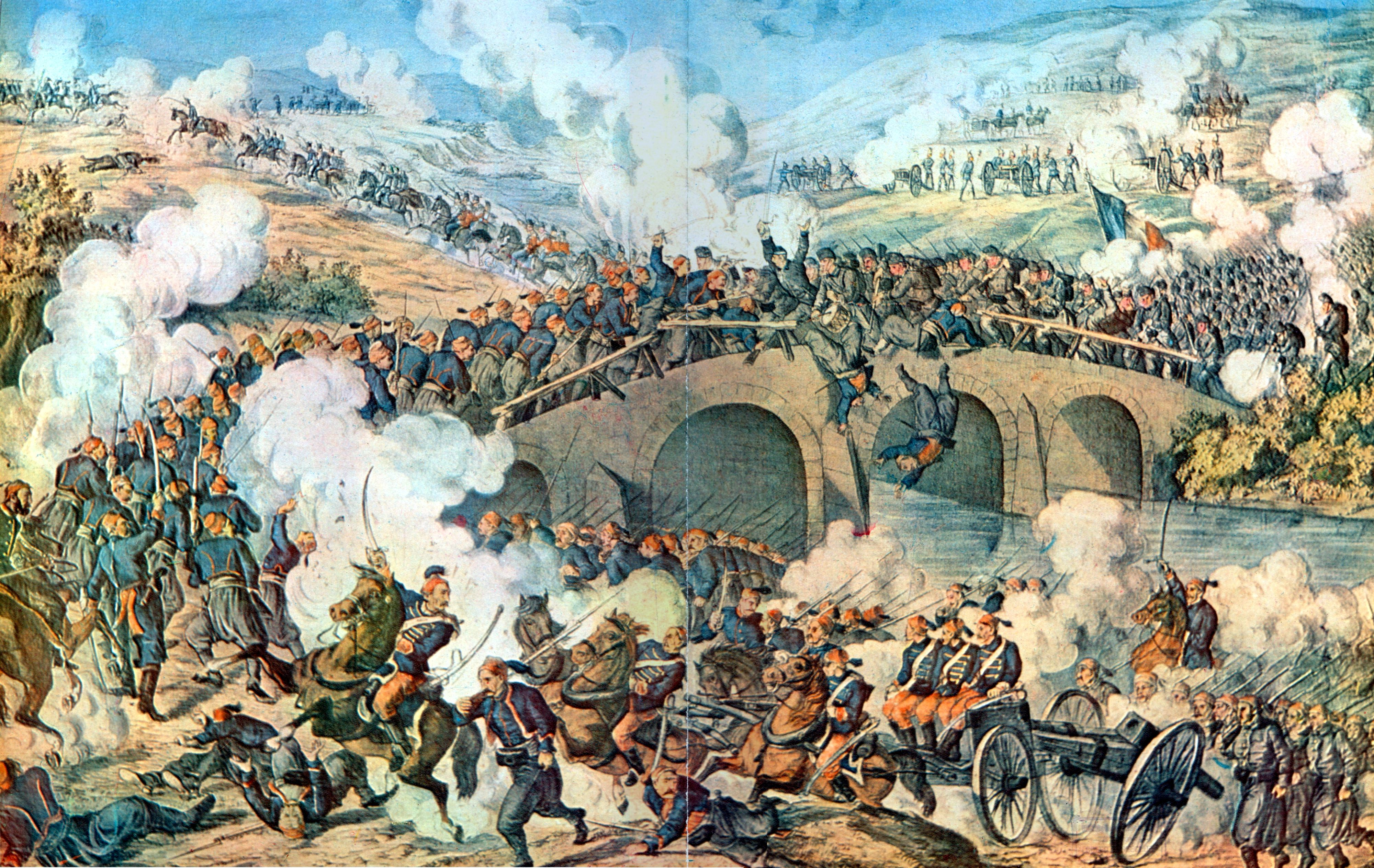
رومانی با کمک روسیه به استقلال رسید.

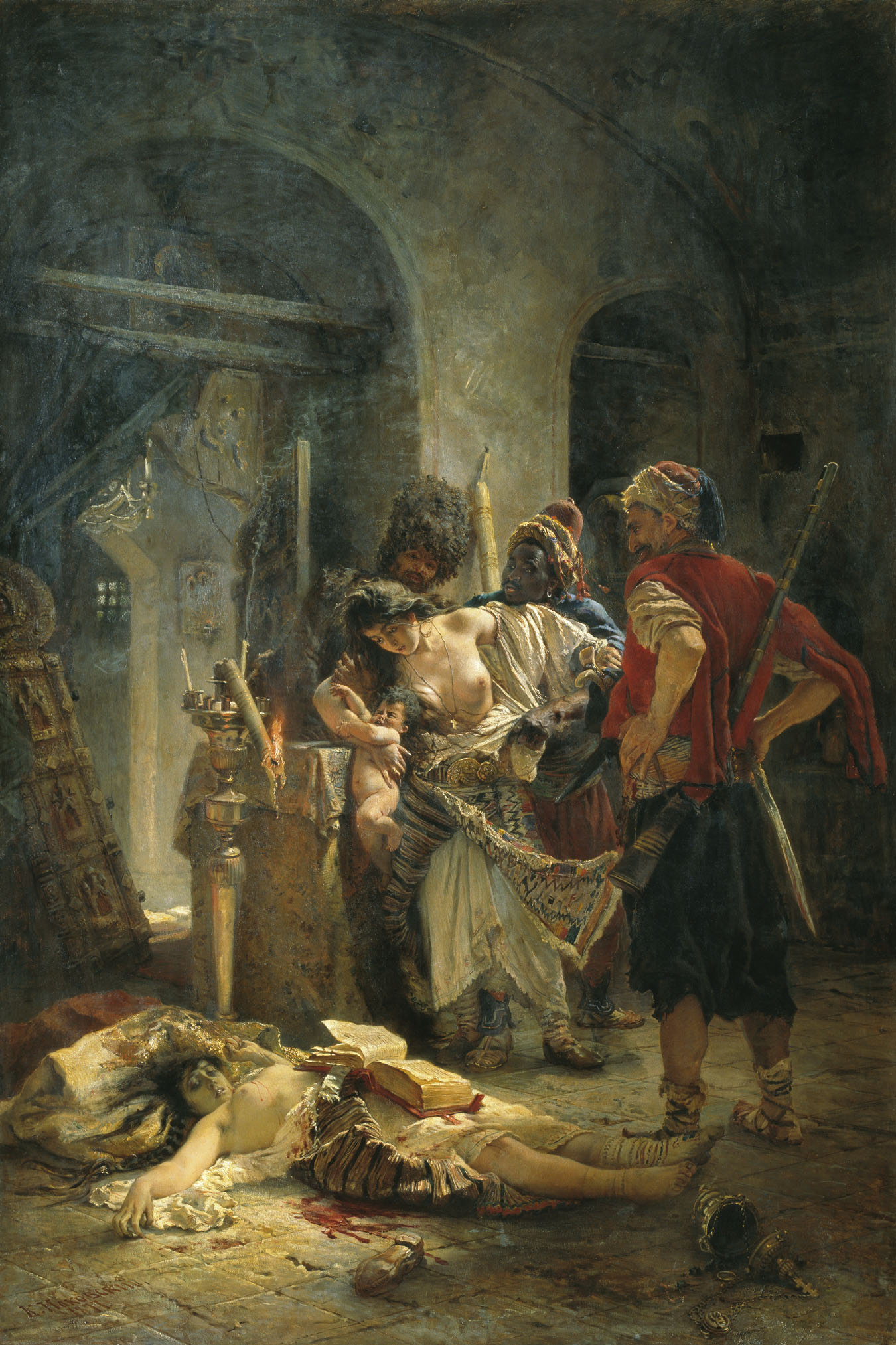
شهیدان زن بلغاری اثری از کنستانتین ماکوفسکی که کشته شدن زنان بلغار توسط سربازان ترک را نشان می‌دهد.

امپراتوری عثمانی به صورت کلی اهمیت زیادی به مسئله آموزش و پرورش نمی‌داد. به عنوان مثال، تنها ۰٫۲ درصد از بودجه سال ۱۸۶۰ امپراتوری به آموزش و پرورش اختصاص داده شده بود. باب عالی بیشتر به دنبال مدرن‌سازی ارتش بود تا بتواند از خود در برابر تهدیدات خارجی دفاع کند که البته این خود باعث شد تا امپراتوری در تهدید نوع دیگری از تهدیدات قرار بگیرد. انگین روگان در کتاب تاریخ اعراب می‌نویسد که «بزرگ‌ترین تهدید برای استقلال خاورمیانه» در سده نوزدهم «دولت‌های اروپایی نبودند، بلکه بانکداری آن بود». عثمانی که به خاطر جنگ‌های پیاپی، به خصوص جنگ کریمه، مجبور به دریافت وام‌های پیاپی از دولت‌های خارجی می‌شد، در سال ۱۸۷۵ رسماً اعلام ورشکستگی کرد. در سال ۱۸۸۱، دولت عثمانی برای پرداخت بدهی‌های خود، «اداره دیون عامیه عثمانیه» را ایجاد کرد که تحت نظر فرانسوی‌ها و بریتانیایی‌ها اداره می‌شد تا امپراتوری بتواند به مرور بدهی‌های خود را پرداخت کند. این اداره که شریان‌های اصلی اقتصاد امپراتوری را کنترل می‌کرد، از قدرت خود برای افزایش نفوذ اروپایی‌ها در عثمانی استفاده می‌نمود.
باشی بوزوق‌ها که بخشی از نیروهای نظامی عثمانی بودند، در سال ۱۸۷۶ به شدت شورش بلغارها را سرکوب کرده و بیش از صد هزار نفر را به قتل رساندند. با این حال، پس از شکست قاطعانه عثمانی در برابر روسیه، بلغارستان به عنوان یک بخش خودمختار از امپراتوری عثمانی درآمد. همچنین در پیامدهای این جنگ با روسیه، قلمروهای اروپایی عثمانی بسیار کاهش یافتند. رومانی کاملاً مستقل شد و روند استقلال صربستان و مونتنگرو نیز کامل شد. در سال ۱۸۷۸ نیروهای اتریش-مجارستان دو ولایت بسنی و نوی پازار در بالکان را اشغال کردند.
بنجامین دزرائیلی، نخست‌وزیر بریتانیا، در جریان کنگره وین توانست ولایت‌های عثمانی در بالکان را به این دولت بازگرداند؛ در عوض، اداره قبرس به انگلستان واگذار شد. در سال ۱۸۸۲، بریتانیا همچنین نیروهای خود را به مصر فرستاد تا یک شورش را سرکوب کند. این مسئله باعث شد تا سلطان عبدالحمید دوم ارتش خود را به حالت آماده‌باش درآورد، زیرا بیم آن را داشت که بریتانیایی‌ها به دنبال طرح‌ریزی یک کودتا در عثمانی هستند. عبدالحمید چنان از کودتا در هراس بود که حتی به نیروهای خود اجازه تمرینات نظامی نمی‌داد، زیرا می‌ترسید که این پوششی برای کودتا باشد. در سال ۱۸۸۲، ژنرال کلمار فرایهر فن در گلتس، از افسران ارتش آلمان، به قسطنطنیه رفت تا در به‌روز سازی ارتش عثمانی به باب عالی یاری رساند. نیروهایی که توسط او تعلیم داده شده بودند، در سیاست‌های سال‌های پایانی امپراتوری نقش سرنوشت سازی بازی کردند.
در میان سال‌های ۱۸۹۴ تا ۱۸۹۶، حدود ۲۰۰ تا ۴۰۰ هزار ارمنی توسط دولت عثمانی کشته شدند که این اتفاق به کشتار حمیدیه معروف شد و به عنوان پیش‌زمینه‌ای بر نسل‌کشی ارمنی‌ها دیده می‌شود.

پس از اینکه عثمانی در دهه‌های پایانی خود، بخش‌های وسیعی از قلمروهای سابق خود را در کریمه، بالکان، قفقاز و مدیترانه از دست داد، حدود ۷ تا ۹ میلیون نفر از این مناطق به آناتولی (ترکیه آسیایی کنونی) و تریس شرقی (ترکیه اروپایی کنونی) مهاجرت کردند. همچنین با شکست عثمانی در جنگ اول بالکان، حدود ۴۰۰ هزار مسلمان و ۴۰۰ هزار غیر مسلمان به آناتولی مهاجرت کردند که البته بسیاری از آنان به دلیل وبا در جریان فرار از سرزمین‌هایی که عثمانیان در بالکان از دست داده بودند، جان خود را از دست دادند. جاستین مک‌کارتی، از تاریخ‌نگاران معاصر، برآورد می‌کند که در صد سال آخر امپراتوری عثمانی، چند میلیون مسلمان در شبه جزیره بالکان کشته شده‌اند.

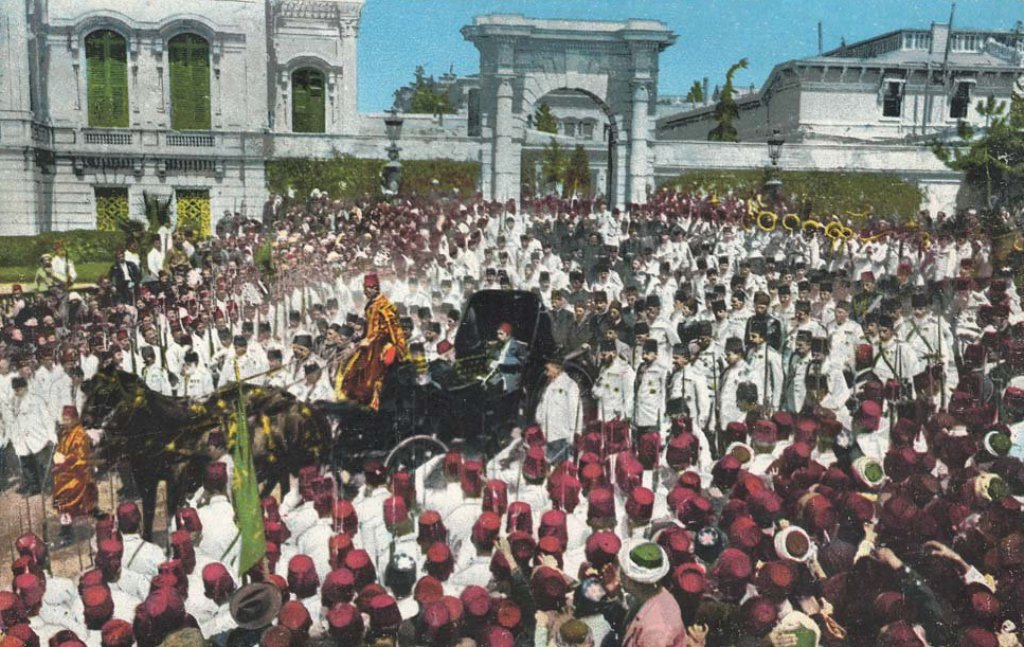
حرکت سلطان عبدالحمید دوم به سمت مراسم نماز جمعه
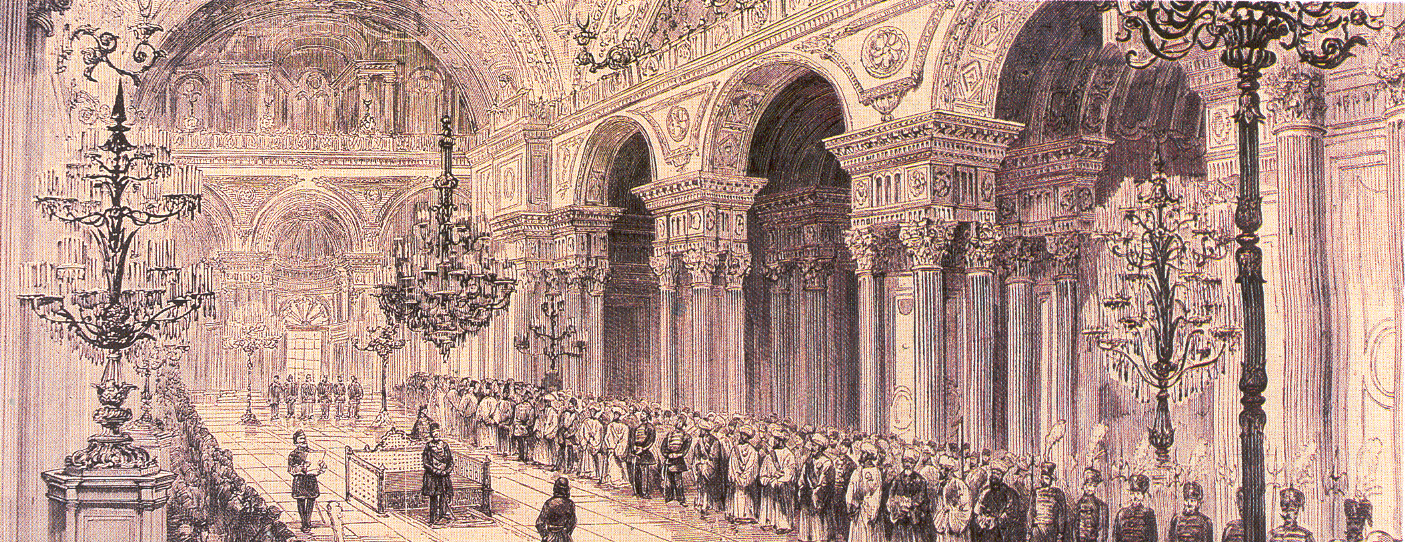
افتتاح مجلس عثمانی. این مجلس تنها دو سال دوام آورد.
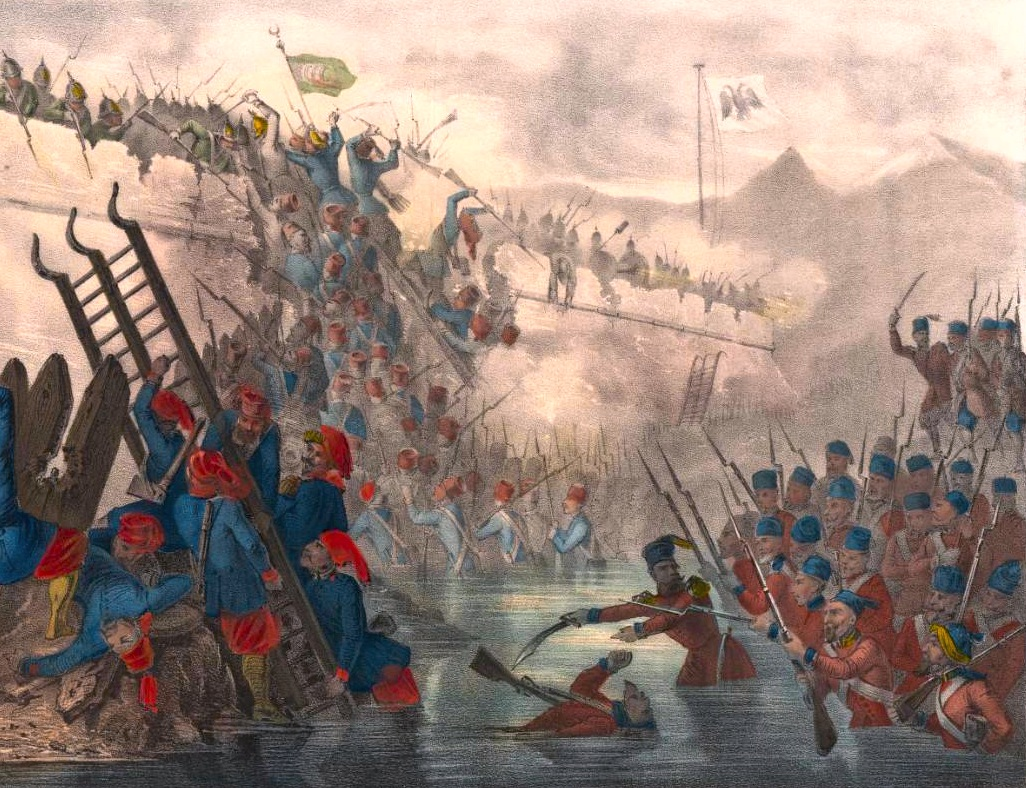
نبرد قلعه شفتکتیل در جریان جنگ کریمه
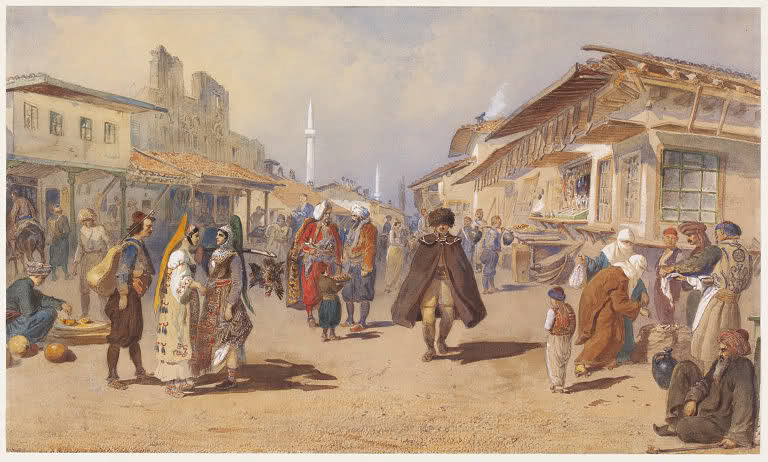
بلگراد در سال ۱۸۶۵. دو سال بعد، فرانسه و بریتانیا عثمانی را مجبور کردند تا از صربستان شمالی عقب‌نشینی کند و بدین ترتیب این منطقه به صورت غیررسمی مستقل شد.

### انقراض

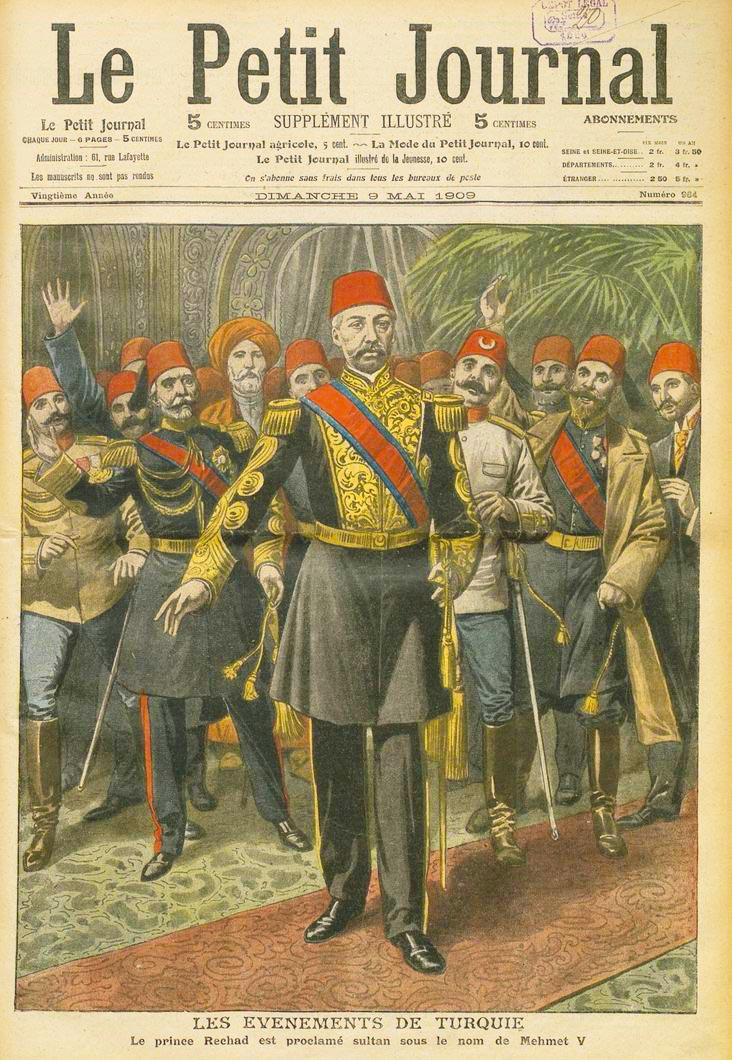
اعلام محمد پنجم به عنوان سلطان عثمانی توسط ترکان جوان.

سقوط امپراتوری عثمانی (۱۹۰۸–۱۹۲۲) در جریان دومین دوره مشروطه، دوره‌ای که با انقلاب ترکان جوان به نظر می‌رسید وضعیت بهتر خواهد شد، رخ داد. در دوره دوم مشروطه عثمانی، قانون اساسی ۱۸۷۶ مجدداً برقرار شد و فضای چند حزبی در این امپراتوری برقرار شد. آغاز دوره دوم مشروطه به شهروندان امپراتوری این امید را داد که عثمانی به دولتی آزاد تبدیل خواهد شد، سیستم قضایی مدرن خواهد شد و با افزایش توان مجدد امپراتوری، عثمانیان قادر خواهند بود تا از خود در برابر قدرت‌های خارجی دفاع کنند. اما در عمل، این دوره پایان دولت عثمانی را رقم زد.
رهبران ترکان جوان که پیش از این مجبور به فعالیت‌های زیرزمینی بودند، حالا می‌توانستند احزاب خود را داشته باشند. در میان این حزب‌ها، دو حزب «کمیته اتحاد و پیشرفت» و «حزب آزادی و آشتی» نسبت به سایرین برجسته‌تر بودند. همچنین احزاب قومی مانند حزب سوسیالیست دموکراتیک کارگران یهودی فلسطین و جنبش ملی ارمنیان نیز در این دوران تأسیس شدند که البته با واکنش مثبتی از سوی دولت مرکزی همراه نبود. درحالی که عثمانی درگیر مسائل داخلی بود، اتریش مجارستان رسماً بوسنی و هرزگوین را در سال ۱۹۰۸ ضمیمه خاک خود کرد. همچنین باوجود اصلاحات در ارتش عثمانی که حالا به یک ارتش مدرن تبدیل شده بود، این امپراتوری در جنگ با ایتالیا تقریباً همه قلمروهای خود در شمال آفریقا را از دست داد. همچنین با شکست در جنگ بالکان، همه قلمروهای اروپایی نیز از چنگال باب عالی خارج شدند. در سال‌های پایانی منتهی به جنگ جهانی اول، وضعیت سیاسی امپراتوری عثمانی بسیار ناپایدار بود و چهار کودتا در عرض چهار سال روی داد.

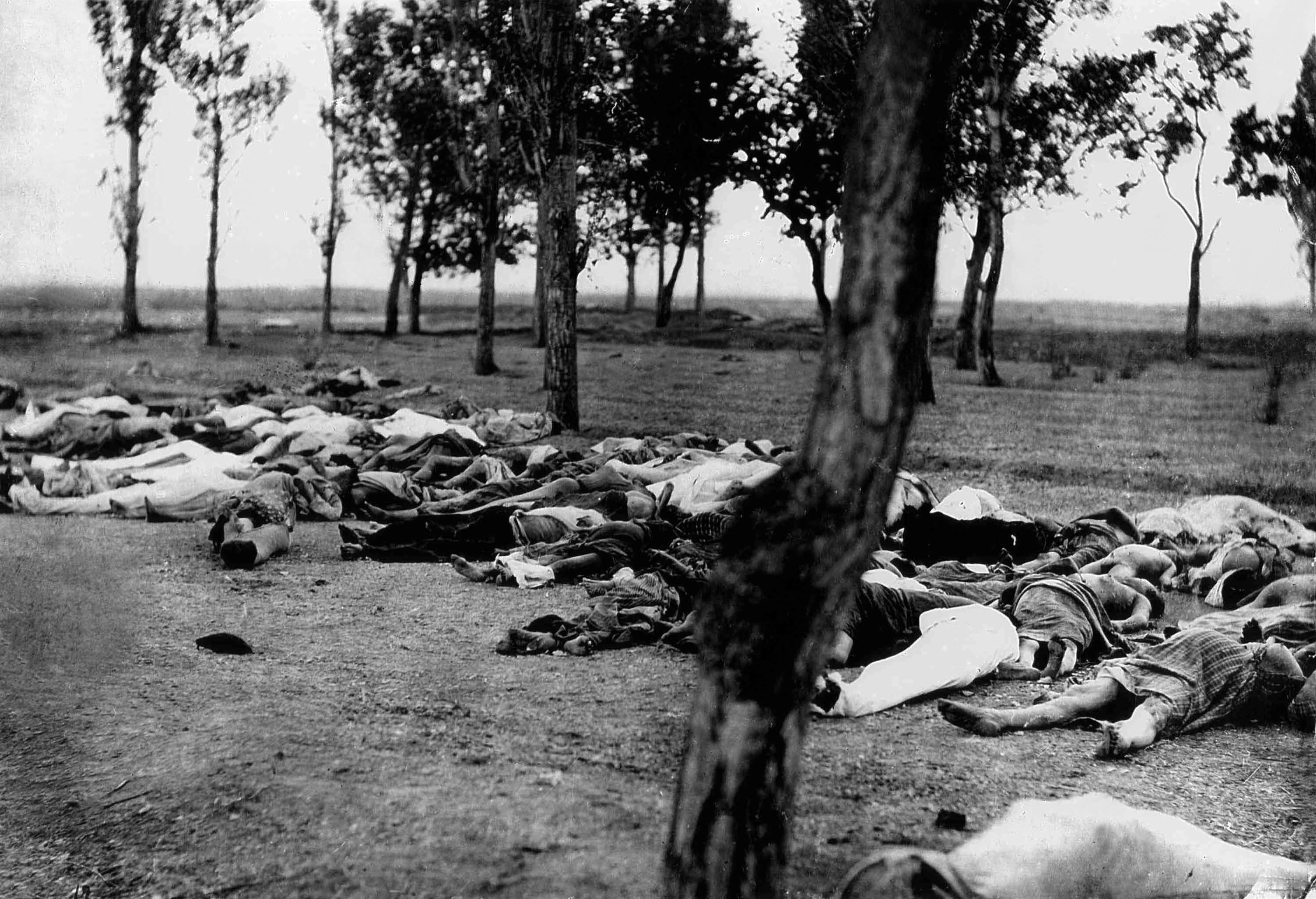
نسل‌کشی ارمنی‌ها منجر به قتل یک و نیم میلیون ارمنی شد.

ورود عثمانی به جنگ جهانی اول با حمله غافلگیرکننده آن‌ها به سواحل روسیه در دریای سیاه در تاریخ ۲۹ اکتبر ۱۹۱۴ روی داد. در عرض چند روز پس از حمله، روسیه و متحدانش، بریتانیا و فرانسه، به عثمانی اعلان جنگ دادند. باوجود شکست نهایی عثمانیان در این جنگ، آن‌ها در ابتدای جنگ موفق به کسب چند پیروزی در نبردهایی مانند گالیپولی نیز شدند.
در جریان جنگ جهانی اول، دولت عثمانی برای تبدیل کردن آناتولی (ترکیه کنونی) به یک منطقه ترک‌زبان، آن هم درحالی که ترکان تا پیش از جنگ در کنار یونانیان، ارمنیان، کردها و آشوریان تنها یکی از قومیت‌های آناتولی بودند، دست به کشتار سیستماتیک و سازمان‌دهی شده یونانیان، ارمنیان و آشوریان زد. تنها در جریان نسل‌کشی ارمنی‌ها بیش از ۱٫۵ میلیون نفر توسط ترکان کشته شدند.

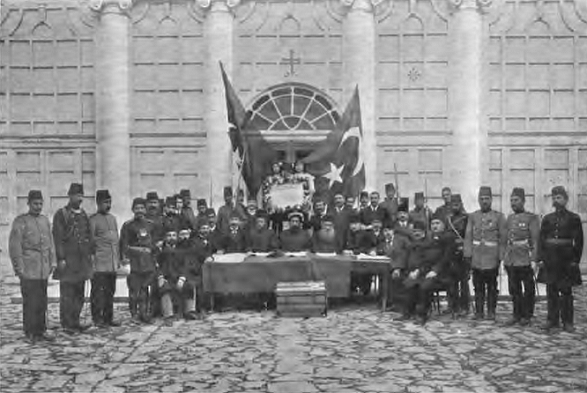
اعلام پیروزی انقلاب ترکان جوان

در سال ۱۹۱۵، دولت عثمانی از بین بردن جمعیت ارمنی آناتولی را آغاز کرد. این نسل‌کشی در جریان و پس از جنگ جهانی اول در دو فاز انجام پذیرفت: با کشتنِ مردان بالغ یا انتقال آنان به اردوگاه‌های کار اجباری یا دیپورت کردن زنان، پیرها، کودکان و نوزادان در راه‌پیمایی مرگ به سوی بیابان‌های سوریه. در جریان اخراج جمعیت ارمنی از سرزمین‌هایشان از طریق راهپیمایی مرگ در جریان نسل‌کشی، گزارش‌های زیادی از تجاوزهای گسترده به زنان نیز گزارش شده است. همچنین در جریان راهپیمایی زنان و کودکان ارمنی از آناتولی که توسط اسکورت نیروهای ترک انجام می‌پذیرفت، هیچ‌گونه آب یا غذایی در اختیار آنان قرار نمی‌گرفت. اتفاقات مشابه‌ای برای جمعیت یونانی و آشوری امپراتوری نیز رخ داد که سرانجام راه را برای تأسیس جمهوری ترکیه هموار ساخت.

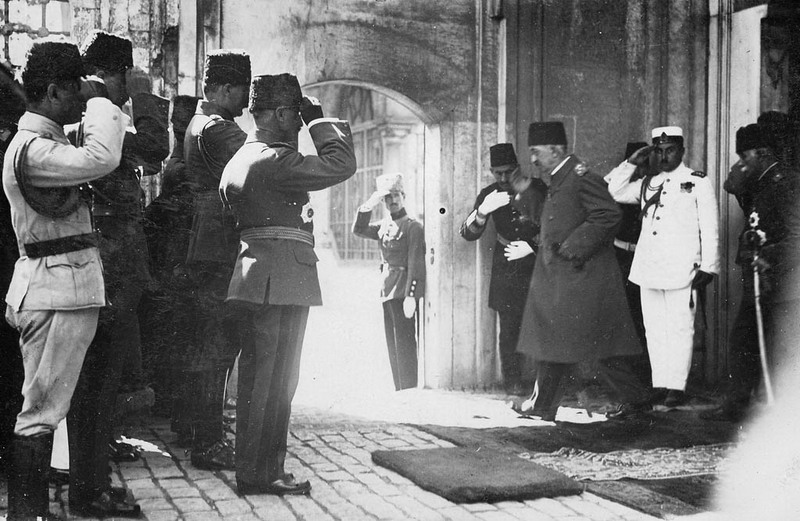
آخرین تصویر سلطان. خروج محمد ششم از ترکیه. پس از انحلال سلطنت عثمانی.

درحالی که در دو سال ابتدایی جنگ، به نظر می‌رسید که عثمانی در خاورمیانه دست بالا را دارد، شورش اعراب که در سال ۱۹۱۶ روی داد، باعث شد تا اوضاع به ضرر آنان شود. با امضای متارکه مودروس در سی‌ام اکتبر ۱۹۱۸، تقسیم و تجزیه امپراتوریِ شکست خورده عثمانی میان نیروهای پیروز جنگ آغاز شد. با اینکه امپراتوری، از جمله پایتخت آن یعنی قسطنطنیه، به اشغال نیروهای بریتانیایی و فرانسوی درآمده بود، آنان به سلطان این اجازه را دادند که بتواند عنوان خود را به صورت ظاهری حفظ کند. با این حال، با اشغال شهرهای ترک‌نشین، جنبش‌هایی آغاز شد که سرانجام منجر به پیروزی آنان در جنگ استقلال ترکیه به رهبری مصطفی کمال (که بعدها آتئاترک نام گرفت) و تأسیس جمهوری ترکیه شد. سلطنت عثمانی در روز یکم نوامبر ۱۹۲۲ ملغی اعلام شد و هفده روز بعد، سلطان محمد ششم از ترکیه خارج شد. دو سال بعد، در سوم مارس ۱۹۲۴، خلافت عثمانی نیز ملغی اعلام شد.

## ارتش عثمانی

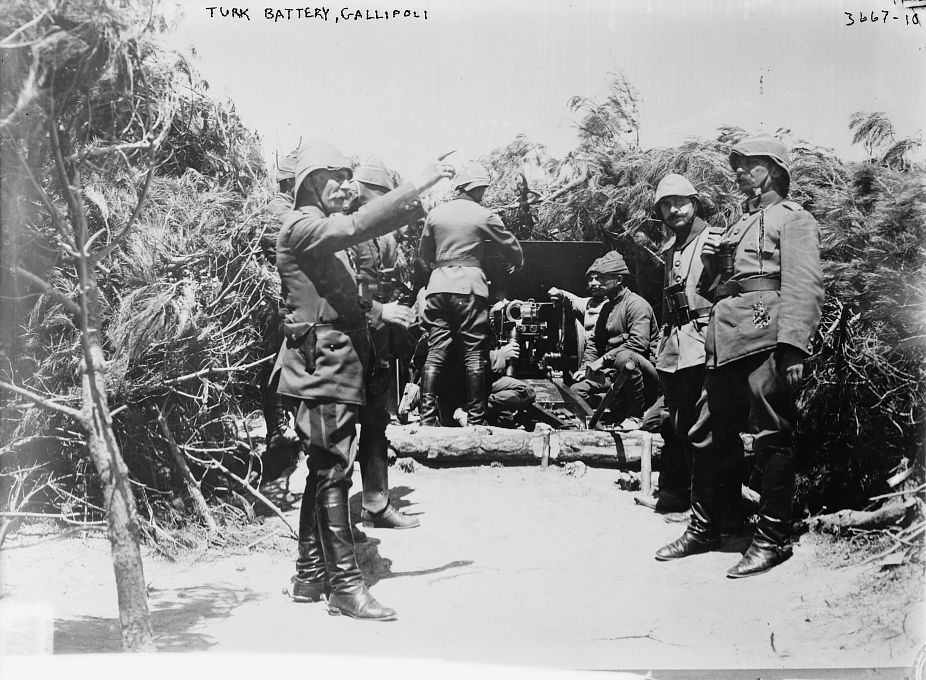
توپخانه ارتش عثمانی در نبرد گالیپولی

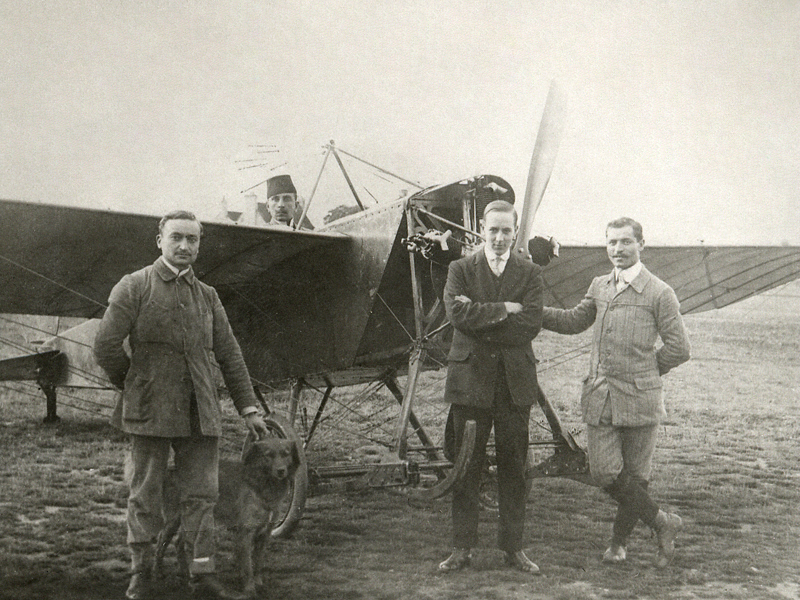
خلبانان ارتش عثمانی در اوایل سال ۱۹۱۲

اولین ارتش عثمانی به‌طور کامل از عشایر تُرکمان تشکیل شده بود. تاریخ نظامی ارتش امپراتوری عثمانی را می‌توان به پنج دوره اصلی تقسیم کرد: دوران بنیان‌گذاری که به سال‌های ۱۳۰۰ (نبرد با امپراتوری بیزانس) تا ۱۴۵۳ (فتح قسطنطنیه) اشاره دارد، دوره کلاسیک سال‌های بین ۱۴۵۱ (سلطان محمد فاتح) تا ۱۶۰۶ (صلح سیتواتوروک)، دوره اصلاحات که سال‌های ۱۶۰۶ الی ۱۸۲۶ (پیشامد فرخنده) را شامل می‌شود، دوره مدرن‌سازی طی سال‌های ۱۸۲۶ و ۱۸۵۸، و دوره افول که بین سال‌های ۱۸۶۱ (به سلطنت رسیدن سلطان عبدالعزیز) و ۱۹۱۸ (آتش‌بس مودروس) بود. عثمانی‌ها از اواخر سده چهاردهم میلادی شروع به استفاده از سلاح گرم کردند و در نتیجه واحدهای نظامی دیگری مانند تفنگداران پیاده‌نظام تشکیل شدند. سواره نظام منظم مجهز به سلاح گرم (Süvari Topçu Neferi «سواره‌نظام تفنگدار») و خمپاره‌چی‌ها متشکل از نارنجک اندازانی که مواد منفجره را به نام خمپاره پرتاب می‌کردند و سربازانی که وظیفه پشتیبانی توپخانه را داشتند.
امپراتوری عثمانی اولین امپراتوری باروتی بود و پس از آن ایران صفوی و امپراتوری گورکانی هند قرار داشتند. در سده چهاردهم، امپراتوری عثمانی توپ باروتی را به کار گرفت. استفاده از سلاح‌های باروتی توسط عثمانی به قدری سریع بود که آنها «مقدم بر دشمنان اروپایی و خاورمیانه‌ای خود در ایجاد نیروهای متمرکز و دائمی متخصص در ساخت و استفاده از سلاح گرم» بودند. اما قدرت عثمانی در استفاده از توپخانه، دشمنان آنها را شوکه کرد و دو حکومت مسلمان دیگر (صفویه و گورکانیان) را برای دستیابی به توپ مصمم نمود. ارتش عثمانی در زمان سلطان بایزید اول به توپخانه مجهز بود و در سالهای ۱۳۹۹ و ۱۴۰۲ از آن در محاصره قسطنطنیه استفاده کردند. واحدهای توپخانه سرانجام ارزش خود را به عنوان موتورهای محاصره طی محاصره تسالونیکا در سال ۱۴۳۰ به اثبات رساندند.
استفاده منظم از سلاح گرم و توپخانه توسط ارتش عثمانی با سرعتی بیش از همتایان اروپایی خود پیش رفت. نیروهای ینی‌چری در ابتدا با استفاده از تیر و کمان صرفاً یک نیروی پیاده‌نظام بودند. در زمان سلطان محمد فاتح، آنها به سلاح گرم مجهز شدند و «شاید اولین نیروی پیاده‌نظام مجهز به سلاح گرم در جهان» بودند؛ بنابراین ینی‌چری‌ها اولین ارتش دائمی مدرن محسوب می‌شوند. ترکیبی از به‌کارگیری توپخانه و قدرت شلیک آنها همانند نبرد وارنا در سال ۱۴۴۴ در برابر نیرویی از صلیبیون و نبرد اوتلوق‌بئلی در سال ۱۴۷۳ در برابر آق‌قویونلوها تعیین‌کننده بود.

## ماهیت دولت عثمانی

نقشه قلمرو عثمانی در خاورمیانه، ۱۸۰۳ میلادی.

چندین تاریخ‌نگار از جمله ادوارد گیبون، مورخ بریتانیایی و دیمیتری کیتزیکیس، مورخ یونانی این ایده را مطرح کردند که پس از فتح قسطنطنیه توسط عثمانی‌ها، امپراتوری روم شرقی به موجودیت تاریخی خود با یک «ماسک اسلامی» ادامه داد. کیتزیکیس عثمانی را یک «اتحادیه ترکی-یونانی» می‌خواند. تاریخ‌نگار آمریکایی، سپروس وریونیس از این می‌گوید که عثمانی دولتی بود به مرکزیت بالکان و قسطنطنیه که روکشی اسلامی و ترک‌زبان داشت.
با این حال، اکثر تاریخ‌دانان نظر مورخ اتریشی، پاول ویتک را قبول دارند که عثمانی را یک «دولت جهادی» می‌نامد که تنها هدفش گسترش اسلام بوده است. درحالی که برخی دیگر از مورخان نظر تاریخ‌نگار ترکیه‌ای فؤاد کوپرولو را قبول دارند که عثمانی را ادامه‌ای بر زندگی عشایری ترکان در آسیای میانه می‌داند که از شرق آسیا، از طریق آسیای میانه و سپس خاورمیانه خود را به آناتولی رساندند. این دسته از تاریخ‌نگاران بر این باورند که تقریباً تمام بخش‌های فرهنگی عثمانی از فرهنگ ایران گرفته شده است. اخیراً تاریخ‌نگار آمریکایی، هیث لوری، عثمانی را اتحادیه‌ای که یونانیان مسلمان شده و ترکان در آن به یک اندازه سهم داشتند، توصیف کرده است.
تاریخ‌نگار انگلیسی، نورمن استون، به شباهت‌های میان امپراتوری روم شرقی و امپراتوری عثمانی اشاره داشته است. او عنوان می‌کند که این دو امپراتوری در مسائلی مانند سیستم مالیات‌گیری و نحوه اعطای زمین با یکدیگر شباهت بسیار زیادی داشتند. استون از این می‌گوید که با وجود اینکه اسلامِ سنی دین رسمی و درباری امپراتوری بود، دولت عثمانی کنترل کلیسای ارتودوکس شرقی را کاملاً در اختیار خود داشت و بسیار از آن حمایت می‌کرد. به واسطه همین حمایت‌ها نیز این کلیسا به بزرگ‌ترین سازمانِ زمین‌دار در درون مرزهای عثمانی تبدیل شد. با این حال، این مورخ انگلیسی اذعان می‌کند که با وجود شباهت‌های بسیار، اینگونه نیست بپنداریم این دو امپراتوری یک واحد سیاسی بودند.

## تقسیمات اداری

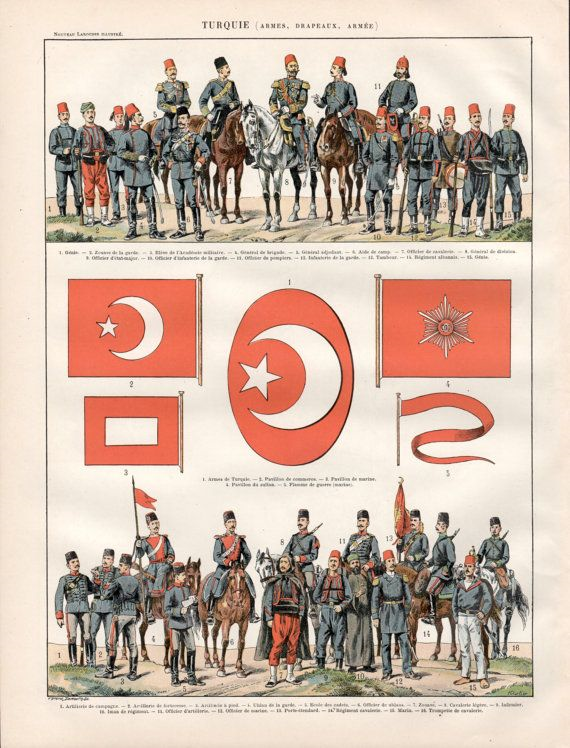
ارتش عثمانی در آغاز سده بیستم

امپراتوری عثمانی نخستین بار در سده چهاردهم میلادی به استان‌های مختلف با مرزهای مشخص که توسط یک بیگلربیگ (فرماندار) اداره می‌شد، تقسیم شد. بیگلربیگ هر استان مستقیماً توسط دولت مرکزی انتخاب می‌شد. در هر استان یا بیگلربیگی، چند سنجک وجود داشت سنجک‌بیگ‌ها (گروهی از فرماندهان نظامی) مسئول اداره آن بودند و هر بیگلربیگ بر تمامی سنجک‌های منطقه خودش نظارت داشت. هر سنجک به چند قضا تقسیم می‌شد که یک قاضی بر اداره آن نظارت داشت.
تهیه فهرستی از استان‌های عثمانی و مرزهای آنان، بسیار دشوار است؛ زیرا مرزهای آنان به سرعت و با توجه به اتفاقاتی که در امپراتوری روی می‌داد، تغییر می‌کردند. این ناپایداری حتی پس از دوره تنظیمات بیشتر هم شد؛ زیرا با توجه به افزایش خطراتی که در مناطق مختلف روی می‌داد و البته برای کنترل قدرت دره‌بیگ‌ها، دولت مرکزی به‌طور مدوام مرزهای استان‌ها را تغییر می‌داد. هیچ تناسب و قاعده‌ای در تقسیم‌بندی استان‌ها وجود نداشت و وجود قبایل کوچ‌روی بسیار باعث می‌شد تا ایالت‌ها از بافت جمعیتی ثابتی برخوردار نباشند.

در سال ۱۸۶۴ و در دوره تنظیمات، با تصویب نظام‌نامه تشکیل ولایات، ایالت‌ها به «ولایت» تغییر نام دادند. هر ولایت به صورت رسمی از چهار بخش تشکیل می‌شد: ولایت، سنجک، قضا و دهکده. چند سال بعد و در ۱۸۷۱، قانونی تصویب می‌شد که بخش پنجمی به نام «ناحیه» را به تقسیم‌بندی ولایت‌ها اضافه می‌کرد. 

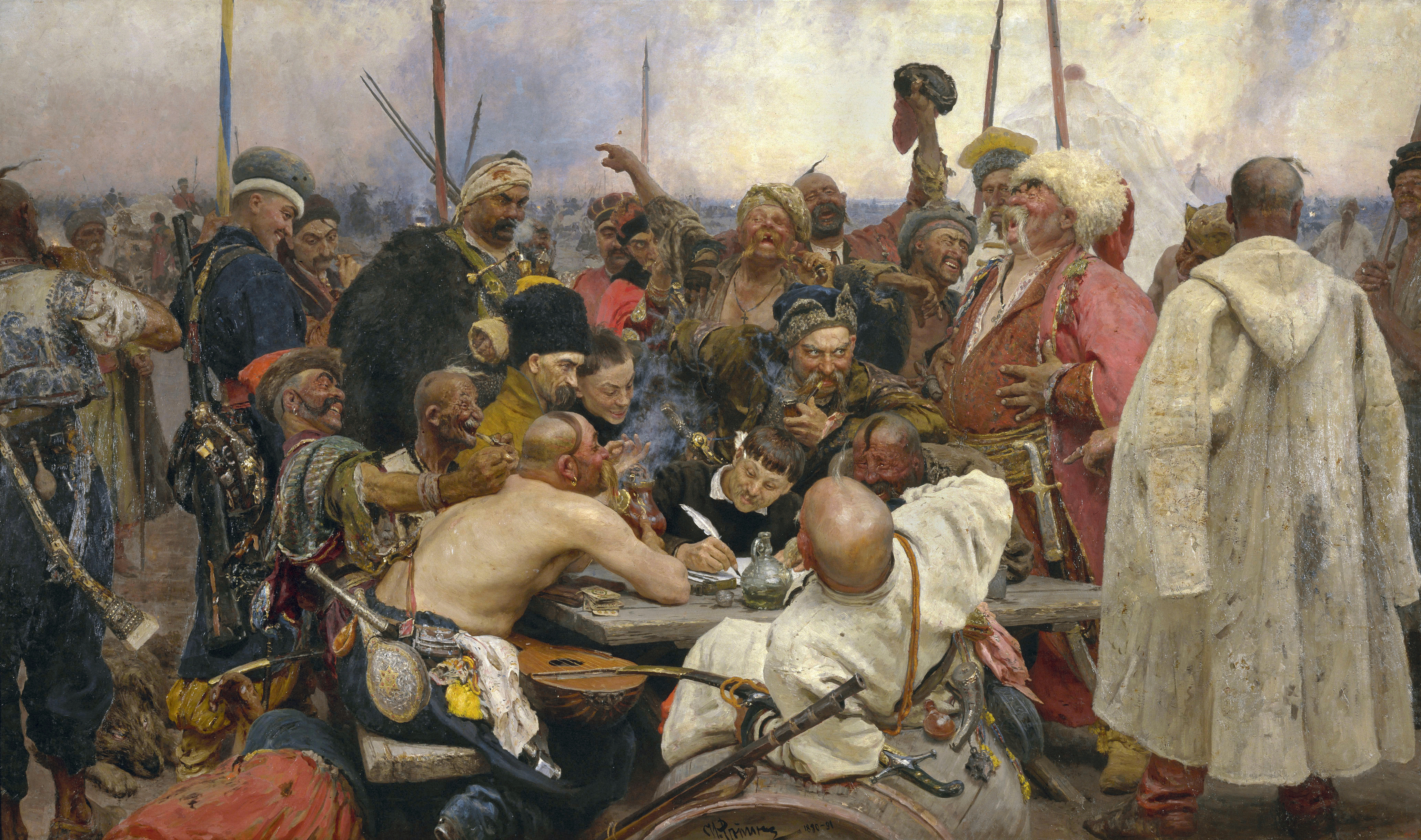
پاسخ کازاک‌های زاپاروژی به محمد چهارم، پاسخ تحقیرآمیز و سراسر هجوآمیزی به دستور سلطان محمد چهارم بابت تسلیم داوطلبانه به دولت علیه عثمانی بود.

## مردم‌شناسی

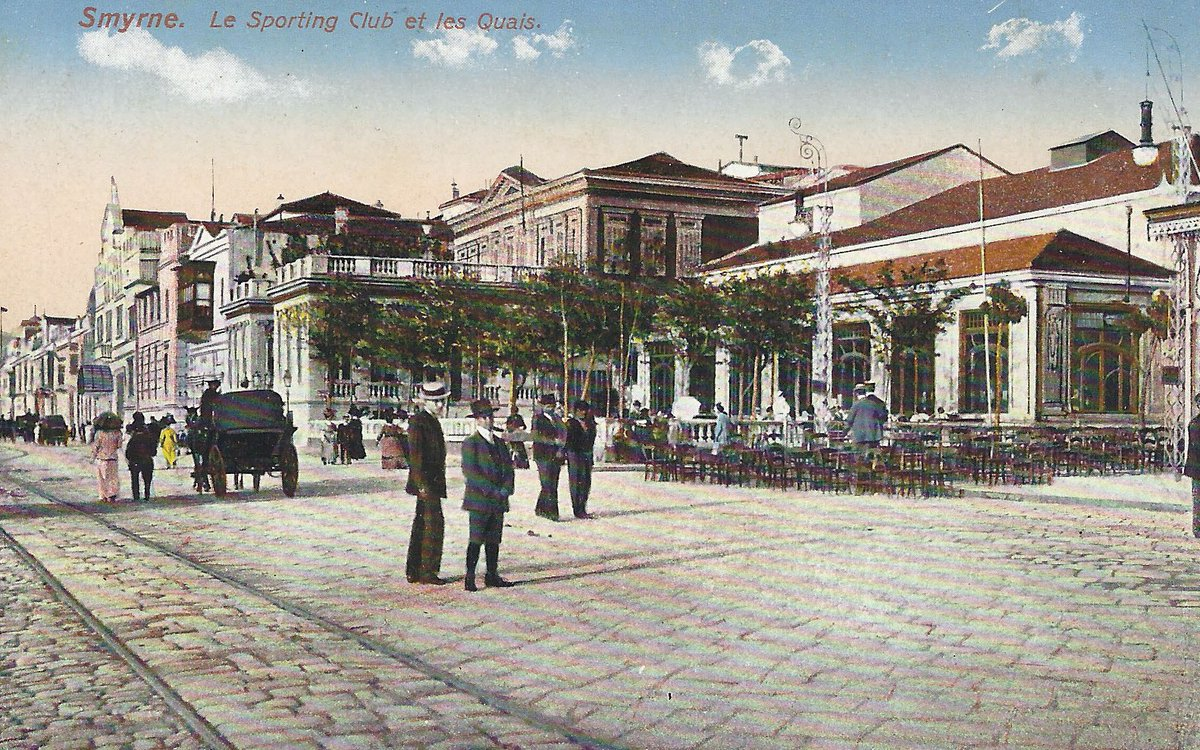
سمورنا (که تقریباً برابر با ازمیر امروزی است) در دوران عثمانی و آغاز سده بیستم

با محاسبه جمعیت امپراتوری عثمانی بر اساس تقسیم‌بندی‌های اداره این امپراتوری، جمعیت امپراتوری عثمانی در آغاز سده شانزدهم ۱۱٬۶۹۲٬۴۸۰ نفر برآورد شده است؛ اما به دلایل نامعلوم، جمعیت امپراتوری در سده هجدهم کمتر از سده شانزدهم بوده است. نخستین سرشماری رسمی عثمانی که در سده نوزدهم و در سال ۱۸۳۱ انجام شد، نشان داد که این امپراتوری ۷٬۲۳۰٬۶۶۰ نفر جمعیت دارد، اما امروزه باور بر این است که این سرشماری چندان دقیق عمل نکرده است.
سرشماری رسمی شهروندان امپراتوری عثمانی از اوایل سده نوزدهم آغاز شد. از سال ۱۸۳۱، هر چند سال یکبار، سرشماری جدیدی انجام شده است، اما پیداست که این سرشماری‌ها همه جمعیت امپراتوری را پوشش نمی‌داده‌اند. به عنوان مثال، در نخستین سرشماری تعداد زنان محاسبه نشده است. جمعیت عثمانی در ادوار پیش از سده نوزدهم را با در نظر گرفتن الگوهای افزایش و کاهش جمعیت محاسبه می‌کنند.
در آغاز سده نوزدهم، احتمالاً جمعیت امپراتوری چیزی حدود ۲۵ تا ۳۲ میلیون نفر بوده است؛ ۱۰ میلیون نفر آنان در استان‌های اروپایی، ۱۱ میلیون نفر در استان‌های آسیایی و ۳ میلیون نفر در استان‌های آفریقایی. تراکم جمعیت در استان‌های اروپایی بسیار بیشتر بوده است. به عنوان مثال، تراکم جمعیت بالکان دو برابر آناتولی، سه برابر عراق و سوریه و پنج برابر شبه‌جزیره عربستان بوده است.

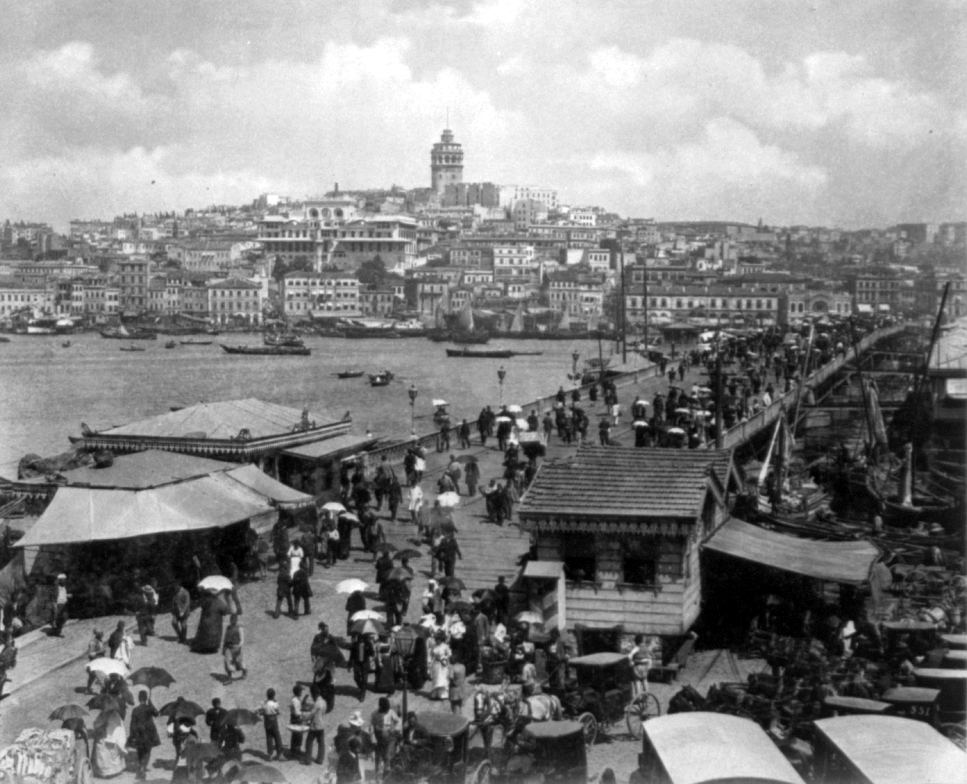
قسطنطنیه، اواخر سده نوزدهم

در آخرین سال‌های امپراتوری، امید به زندگی جمعیت ساکن عثمانی ۴۹ سال بوده است. در طول حیات عثمانی، قحطی و بلایای طبیعی به دفعات متعدد منجر به تغییر بافت جمعیت امپراتوری شده است. در سال ۱۷۸۵، یک ششم جمعیت مصر به دلیل طاعون جان خود را از دست دادند و جمعیت حلب بیست درصد کاهش یافت. تنها در بین سال‌های ۱۶۸۷ تا ۱۷۳۱ مصر شش قحطی بزرگ را پشت سر گذاشت و آخرین قحطی بزرگ آناتولی چهار دهه پس از آن و در اواخر سده هجدهم رخ داد.
گسترش شهرهای بندری در اثر ظهور راه‌آهن و ماشین بخار منجر به خوشه‌بندی جمعیت شد. از ۱۷۰۰ تا سقوط امپراتوری، شهرنشینی با روند رو به رشدی افزایش می‌یافت و به همین جهت شهرها روز به روز بزرگ‌تر می‌شدند. به عنوان مثال، ازمیر که در ۱۸۰۰ جمعیتی برابر با ۱۵۰٬۰۰۰ نفر داشت، تنها طی صد سال جمعیتش دو برابر شد. شهر سالونیکا نیز رشد جمعیت چشم‌گیر سه برابری - از ۵۵ هزار نفر به ۱۶۰ هزار نفر - را تجربه کرد. البته برخی مناطق نیز با کاهش جمعیت روبرو بودند، مانند بلگراد.
اتفاقات سیاسی و اقتصادی مهمی که روی می‌داد، بر بافت جمعیت امپراتوری تأثیر می‌گذاشت. به عنوان مثال، ضمیمه شدن کریمه و مناطقی در بالکان، به ترتیب توسط روسیه و اتریش-مجارستان، باعث شد تا پناهجویان زیادی، از جمله ۲۰۰ هزار تاتار کریمه‌ای، به امپراتوری عثمانی مهاجرت کنند. تنها میان سال‌های ۱۷۸۳ تا ۱۹۱۳، پنج تا هفت میلیون نفر به امپراتوری عثمانی مهاجرت کردند که دست‌کم ۳٫۸ میلیون نفرشان از روسیه می‌آمدند. این مهاجرت منجر به ایجاد تنش‌های سیاسی درون امپراتوری نیز می‌شدند. همچنین مشکلات اقتصادی نیز بر روی بدنه جمعیت امپراتوری نیز تأثیر مهمی می‌گذاشت. از سده نوزدهم، تعداد زیادی از مسلمانان بالکان به آناتولی (ترکیه امروزی) مهاجرت کردند که در زبان عثمانی به آن‌ها «مهاجیر» (مهاجر) می‌گفتند. در زمان سقوط عثمانی در ۱۹۲۲، نیمی از جمعیت شهرنشین سرزمینی که بعدها ترکیه نام گرفت، را پناهجویانی که روسیه به عثمانی مهاجرت کرده بودند، تشکیل می‌دادند.

### زبان

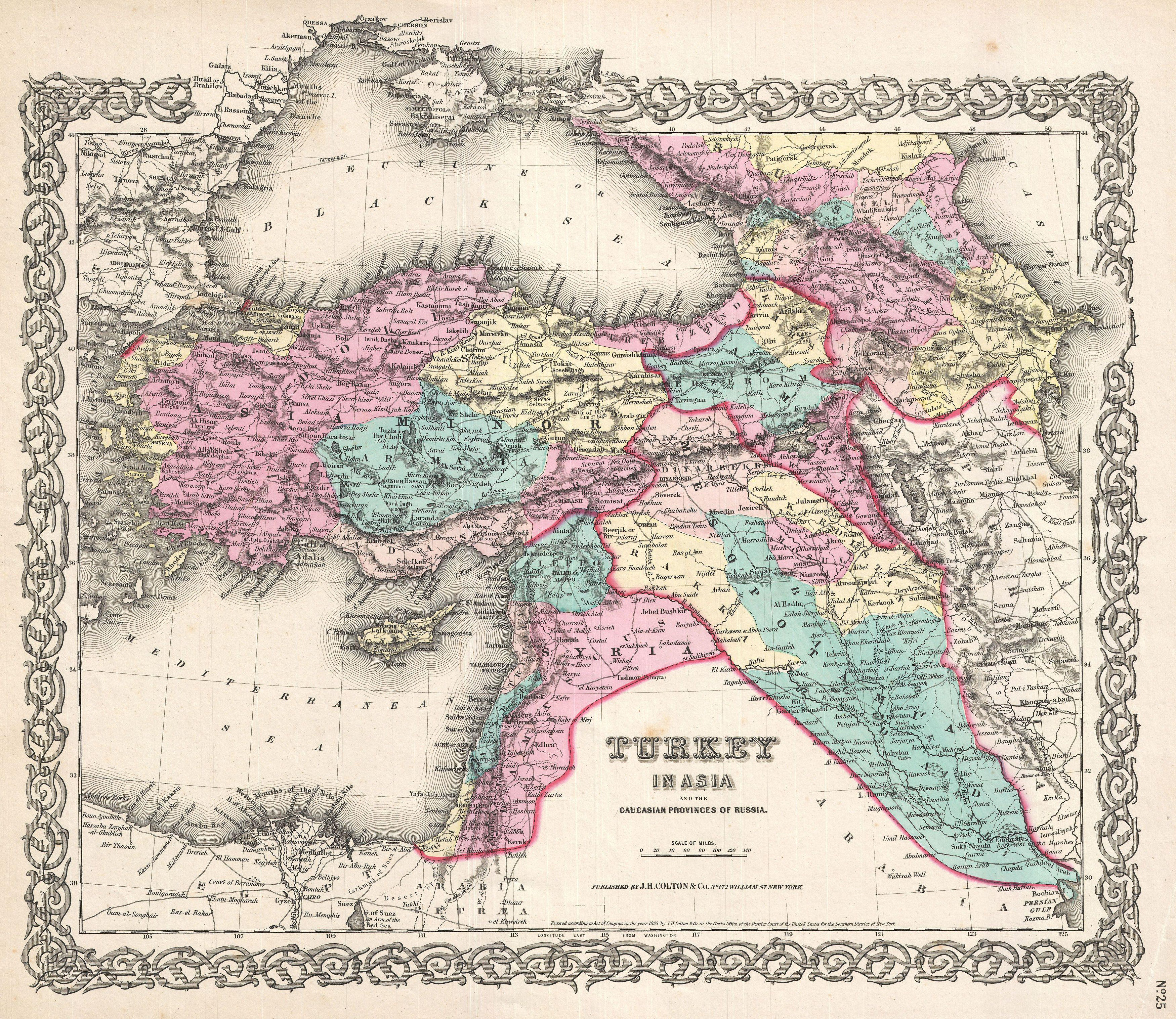
نقشه‌ای سیاسی از امپراتوری عثمانی که در سال ۱۸۵۵ میلادی توسط آلوین جوئت جانسون ترسیم‌شده است. زبان فارسی در دوره‌ای طولانی زبان رسمی دربار سلاطین عثمانی بوده است.

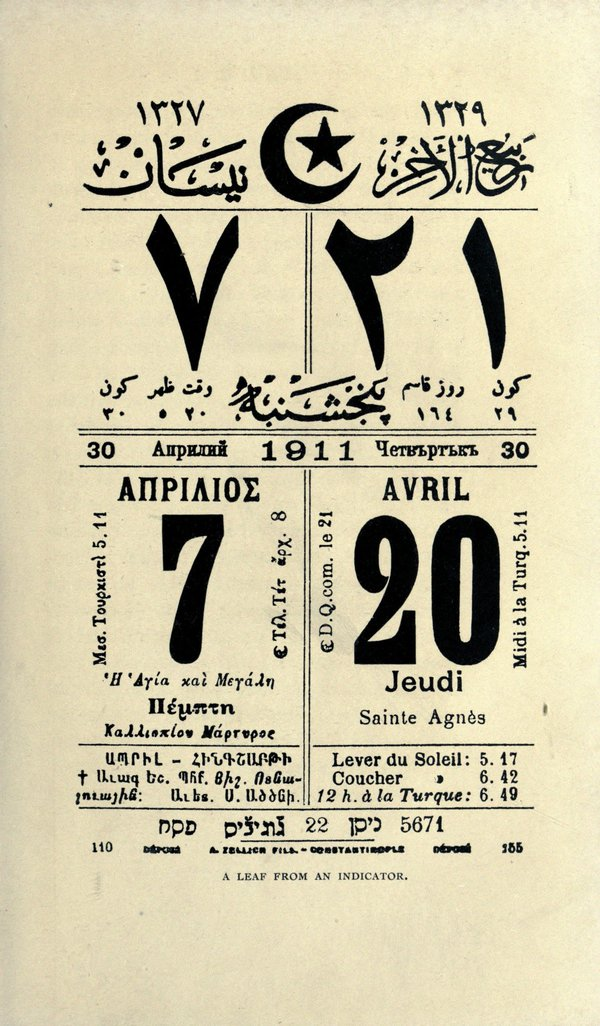
یک تقویم عثمانی مربوط به سال ۱۹۱۱ به زبان‌های مختلف و تقویم‌های گوناگون، مانند تقویم اسلامی، گرگوری و سریانی.

زبان عثمانی زبان رسمی امپراتوری عثمانی بود. این یک زبان ترکی اغوز تبار بود، اما بخش اعظم فرهنگ لغت آن، چیزی حدود ۸۹ درصد، را واژگان پارسی و عربی تشکیل شده بود. در مجموع، چندین زبان نقش بسیار مهمی در طول حیات امپراتوری عثمانی بازی کردند: زبان عثمانی که علاوه بر زبان طبقه حاکم بودن، زبان رایج در میان مسلمانان بالکان به جز آلبانی و بوسنی نیز بود؛ پارسی که زبان قشر تحصیل کرده، زبان ادبی و زبان دارای پرستیژ بود و عربی که زبان بیشتر مردم عربستان، عراق، کویت، شام و بخش‌های بزرگی از قلمروی آفریقایی بود. با افزایش نفوذ اروپایی‌ها در دولت عثمانی، از اهمیت این دو زبان در مرکز قدرت کاسته شد. فارسی تنها به زبانِ ادبی قشر تحصیل‌کرده محدود شد و عربی تنها در رابطه با مسائل دینی به کار می‌رفت. پس از ظهور پدیده ملی‌گرایی در خاورمیانه در اواخر سده نوزدهم، عنوان «زبان ترکی» جایگزین «زبان عثمانی» شد. از این نام در قانون اساسی سال ۱۸۷۶ برای اشاره به زبان رسمی امپراتوری نیز استفاده شده است.
به دلیل تعداد بسیار پایین جمعیت باسواد امپراتوری (تنها ۲ تا ۳ درصد در آغاز سده نوزدهم و ۱۵ درصد در پایان این سده) مردم عادی مجبور بودند برای ارتباط با دولت، از دبیران کمک بگیرند. اقوام مختلف امپراتوری عثمانی در خانه‌ها و محله‌های خود، به زبان مادری خود سخن می‌گفتند و زمانی که جمعیت یک دهکده از دو قوم یا بیشتر تشکیل می‌شد، این اقوام بعضاً زبان‌های یکدیگر را فرا می‌گرفتند. در شهرهای بزرگ آناتولی مانند قسطنطنیه (استانبول) که بافت جمعیتی از اقوام بسیاری تشکیل شده بود، زبان رایج در هر محله متفاوت بود و در برخی موارد، به خصوص در اواخر دوران عثمانی، از زبان عثمانی به عنوان زبان میانجی استفاده می‌شد.

### ادیان

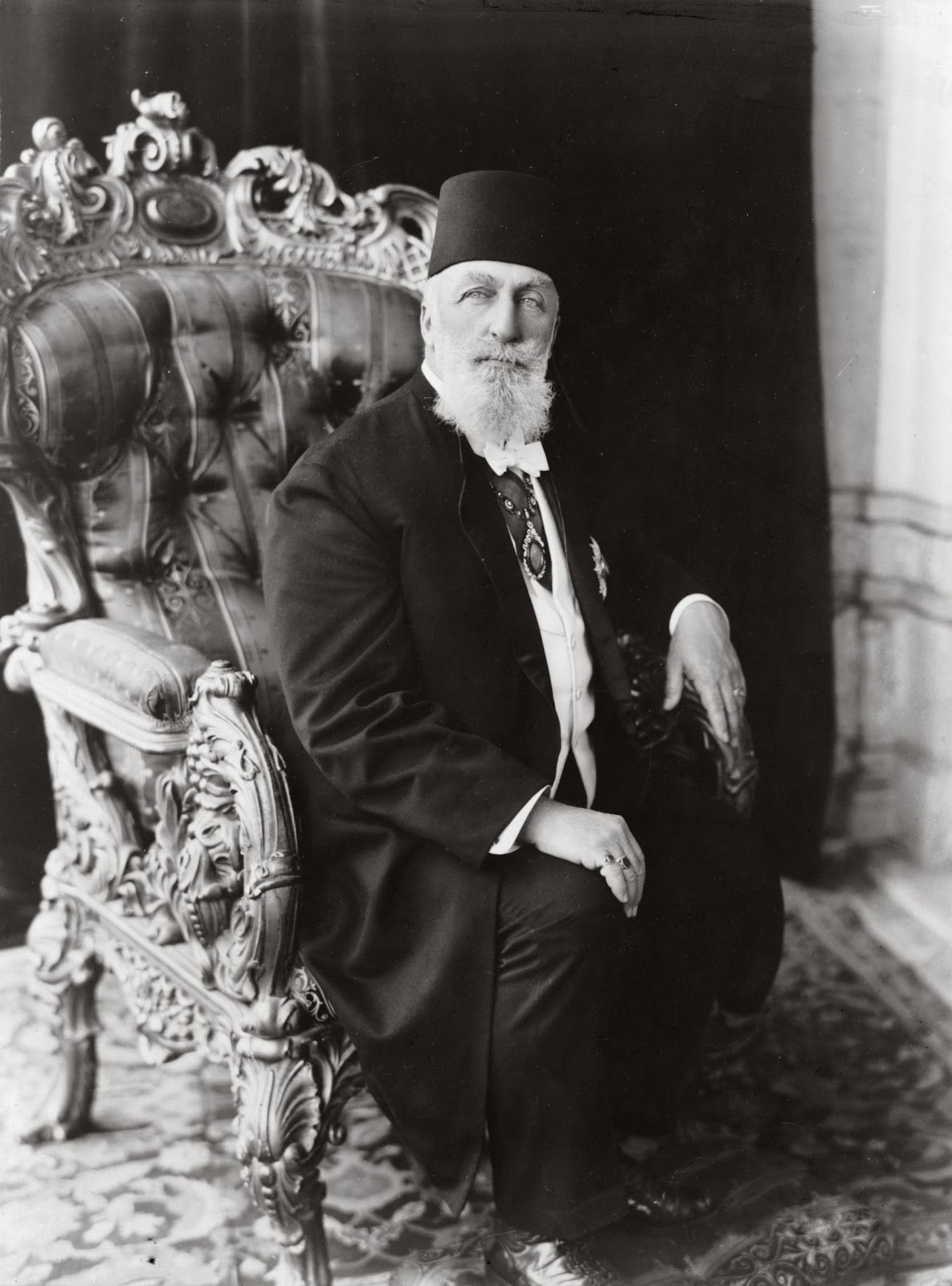
عبدالمجید دوم، آخرین خلیفه عثمانی بود.

دین رسمی امپراتوری عثمانی اسلام سنی بود. با این حال، عثمانی به دلیل گستردگی جغرافیایی بسیار زیاد خود، دارای جمعیتی بود که به ادیان مختلفی باور داشتند. مسیحیت و یهودیت توسط دولت عثمانی به رسمیت شناخته شده بودند، هرچند وضعیت آنان مانند مسلمان نبود. مذهب رسمی امپراتوری عثمانی سنت حنفی بود.
تا نیمه‌های سده پانزدهم، بیشتر جمعیت امپراتوری عثمانی مسیحی بودند که تحت کنترل یک اقلیت مسلمان زندگی می‌کردند. در اواخر سده نوزدهم، به سرعت بسیار از جمعیت غیر مسلمان امپراتوری کاسته می‌شد و این مسئله به دو دلیل بود: مهاجرت‌های درون امپراتوری و از دست دادن قلمروهای مسیحی‌نشین، مانند بالکان. در سال ۱۸۲۰، حدود ۶۰ درصد مردم عثمانی مسلمان بودند که این عدد پنجاه سال بعد در ۱۸۷۰، به ۶۹ درصد رسید و تنها بیست سال بعد در ۱۸۹۰، حدود ۷۶ درصد جمعیت امپراتوری را مسلمانان تشکیل می‌دادند. در آستانه جنگ جهانی اول، تنها ۱۹٫۱ درصد از جمعیت امپراتوری غیرمسلمان بودند که بیشتر آن‌ها را یهودیان، یونانیان، آشوریان و ارمنیانِ ساکن آناتولی تشکیل می‌دادند.

#### اسلام
دولت عثمانی شاخه‌های مختلف اسلام را بدعت و الحاد می‌پنداشت. به عنوان مثال، دروزیان و شاخه‌های مختلف شیعه مانند اسماعیلیان، قزلباش‌ها و علویان در طبقه‌بندی دینی امپراتوری حتی پایین‌تر از یهودیان و مسیحیان قرار می‌گرفتند. در سال ۱۵۱۴، سلطان سلیم یکم دستور داد تا ۴۰ هزار تن از قزلباشان را قتل‌عام کنند. ظهور صفویانِ شیعه در ایران حتی وضع را برای شیعیان قلمروی عثمانی بدتر هم کرد، زیرا سلاطین این امپراتوری آنان را ستون پنجم ایران می‌دیدند. سلطان سلیم همچنین با فتوحات خود، قلمروی عثمانی را نیز گسترش داد. یکی از مهم‌ترینِ این فتوحات، فتح مصر بود که با انقراض خلافت عباسی، سلاطین عثمانی رسماً می‌توانستند خود را خلیفه مسلمانان جهان بخوانند. هرچند عثمانیان از دوران مراد یکم در نیمه دوم سده چهاردهم، مدعی خلافت بودند، اما ادعایشان به اندازه عباسیان مورد قبول نبود. سلیم و جانشینانش پس از فتح مصر تا تأسیس ترکیه که در نهایت منجر به تبعید آخرین خلیفه عثمانی، عبدالمجید دوم شد، عنوان خلیفه را برای خود محفوظ نگاه داشتند.

##### درویشان
درویشان نقش مهمی در سلطه امپراتوری عثمانی بر بالکان ایفا نمودند و فرهنگ اسلامی-ترکی را با خود به این منطقه بردند. یکی از مهم‌ترین گروه‌های درویشان در امپراتوری عثمانی بکتاشیه بود که از طریق پیوندش با نیروهای ینی‌چری به اهمیت بسزایی دست یافت. قدیمی‌ترین بنای باقیمانده از دوره امپراتوری عثمانی در بالکان، عمارت آشپزخانه عمومی غازی اِورنوس در شهر کموتینی در یونان کنونی است که اتاق‌هایی برای تجمع درویشان در خود داشت.

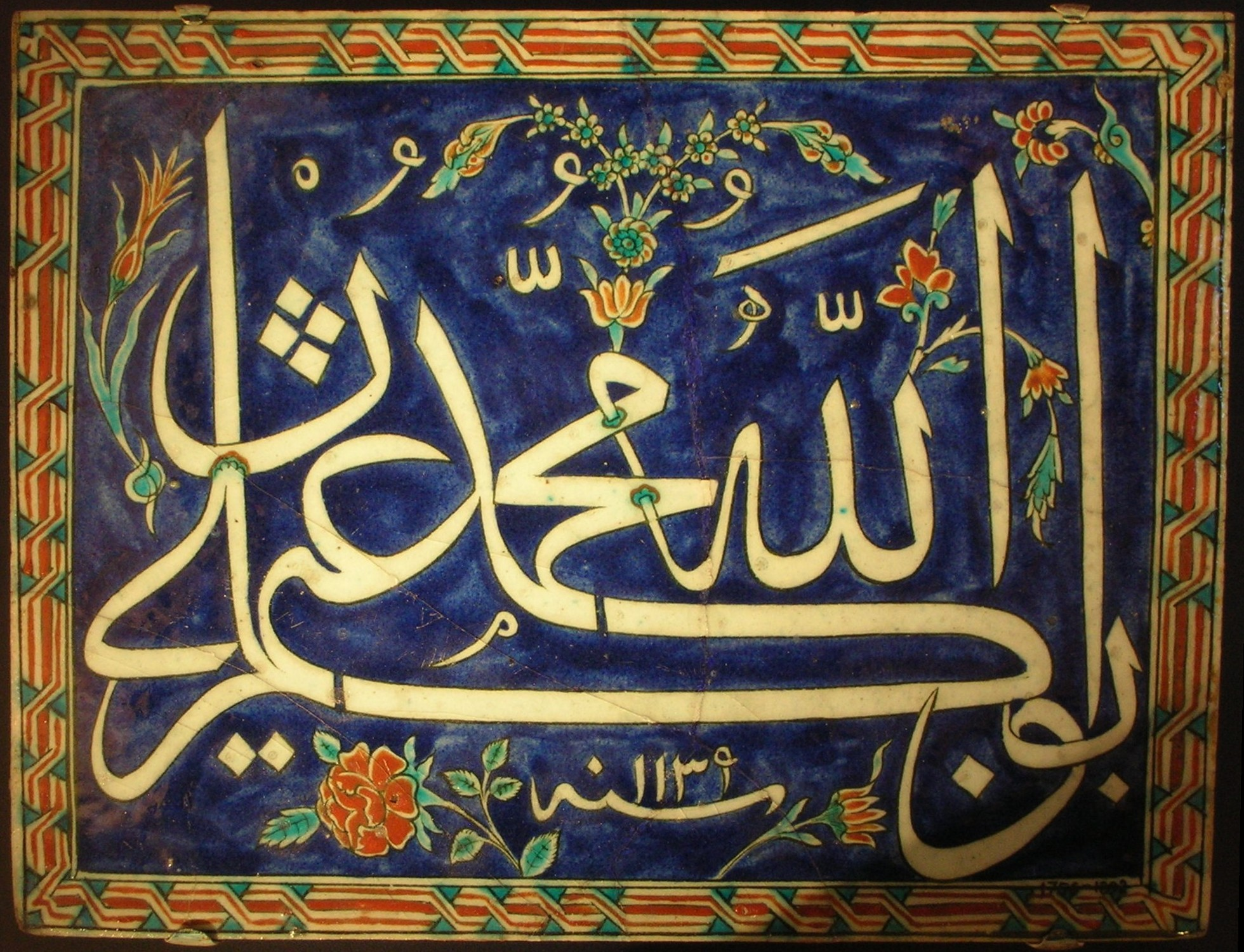
خوشنویسی نام الله، محمد و چهار خلیفه

#### مسیحیان و یهودیان
از آنجایی که اسلام دین رسمی عثمانی بود، به شیوه اسلامی با اهل ذمه (غیرمسلمانان اهل کتاب)، مسیحیان و یهودیان رفتار می‌شد. مسیحیان از آزادی‌های محدودی مانند پرستش خدای خودشان برخوردار بودند، اما حمل سلاح یا اسب‌سواری برای آنان ممنوع بود. در کنار محدودیت‌های دیگری که برایشان وجود داشت، همچنین اجازه نداشتند تا رو به سوی خانه‌های مسلمانان، خانه بسازند. در دوران عثمانی، تعداد زیادی از مسیحیان و یهودیان برای برخوداری از شرایط بهتر برای زندگی، اسلام آوردند. هرچند بیشتر آنان توانستند دین خود را حفظ کنند.

بر اساس سیستم «ملت» های امپراتوری عثمانی، غیر مسلمانان به هر حال شهروند عثمانی به حساب می‌آمدند، اما با قوانین اسلامی با آن‌ها برخورد نمی‌شد. به عنوان مثال، با ملت رومی (یونانیان ارتودکس) تحت قوانین کد ژوستینیان که برای ۹۰۰ سال در امپراتوری روم شرقی برقرار بود، برخورد می‌شد. ملت رومی که بزرگ‌ترین بخش غیر اسلامی جامعه دولت عثمانی را تشکیل می‌دادند، در برخی موارد تجاری یا سیاسی از امتیازهایی برخوردار بودند و البته مجبور بودند تا مالیات بیشتری نسبت به مسلمانان پرداخت کنند.

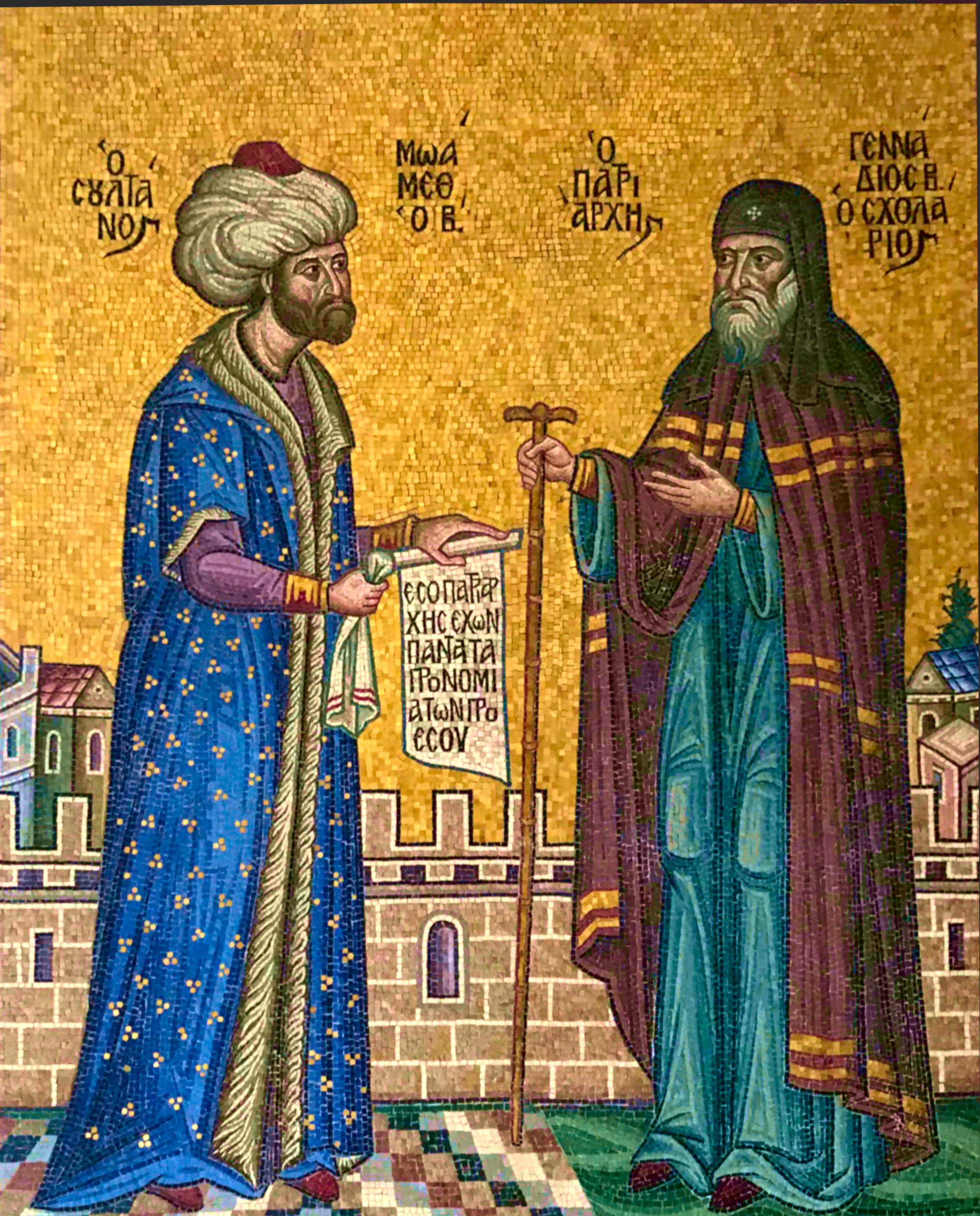
محمد فاتح و اسقف گنادیوس

برای ملت‌های دیگر (مؤمنان به ادیان دیگر) نیز وضعیت مشابه‌ای برقرار بود. یهودیان خاخام باشی خود را داشتند و ملت ارمنی (مسیحیان ارمنی) را اسقف کلیسای ارمنی رهبری می‌کرد. برخی سیستم ملت‌های عثمانی را نمونه اولیه تکثرگرایی دینی به‌شمار می‌آورند.

### ساختار دینی-اجتماعی-سیاسی
جامعه، دولت و دین در یک سیستم پیچیده به یکدیگر مربوط بودند که به نظر می‌رسید، به خصوص پس از آغاز سده نوزدهم، به مرور کارایی خود را از دست می‌دهد؛ سیستمی که در نهایت در ۱۹۲۲ توسط آتئاترک منحل شد. در قسطنطنیه، سلطان دو قلمروی مجزا داشت: یک دولت سکولار و یک اجماع دینی. اکثر مقامات دینی را علمای اسلامی تشکیل می‌داند که در کنار کنترل مسائل مذهبی امپراتوری، سیستم قضایی را نیز در اختیار داشتند و تأثیر بسیار زیادی بر روی زندگی روزانه مردم، دستکم بر روی زندگی مسلمانان، در سراسر امپراتوری می‌گذاشتند. علما به اندازه‌ای قدرتمند بودند که توانایی این را داشتند که زمانی که سلیم سوم دست به اصلاحات در نیروهای نظامی دولت عثمانی زد، مانع او شوند. جانشین سلیم، یعنی محمود دوم، ابتدا رضایت علما را جلب کرد و سپس به اصلاحات مد نظرش، پرداخت. قدرت بی‌نهایت علما تنها با سقوط عثمانی و تأسیس جمهوری ترکیه از بین رفت. پس از سقوط دولت عثمانی، خلافت عثمانی نیز یکسال بعد منحل شد که این انحلال منجر به بسته شدن مدارس دینی و دادگاه‌های شریعت اسلامی نیز شد.

پس از تعطیلی یگان‌های ینی‌چری به سبب شورش آن‌ها در ۱۸۲۶، عملاً عثمانی وارد بخش جدیدی از تاریخ خود شد. ینی‌چری‌ها (یا جان‌نثاران) نیروهایی بودند که تقریباً از آغاز دولت عثمانی، برای گسترش قلمروی این امپراتوری جنگیده بودند، اما با پیشرفت روزافزون اروپا و میل عثمانی به تقلید از پیشرفت‌های آنان و ایجاد یک ارتش منظم، جایگاه خود را به خطر می‌دیدند. به همین دلیل، بر باب عالی شوریدند؛ اما شورش آن‌ها با موفقیت توسط سلطان محمود دوم سرکوب شد که به همین بهانه، رهبرانشان را اعدام کرد و رسماً ینی‌چری را منحل اعلام کرد. این اتفاق منجر به آغاز مدرن‌سازی امپراتوری، هرچند با سرعت بسیار کم، شد و عثمانی شروع به تقلید از دیوان‌سالاری و پیشرفت‌های نظامی اروپایی نمود. همچنین از آنجایی که اکثر ینی‌چری‌ها از میان مسیحیان به خدمت گرفته می‌شدند، انحلال این ارگان منجر به افزایش نفوذ مسلمانان در میان طبقه حاکم شد. اما از طرف دیگر این خود منجر به مشکل دیگری شد. طبقه مسلمان و عثمانی‌زبانِ امپراتوری فاقد هرگونه تحصیلات عالیه‌ای بود و زبان آن‌ها، یعنی ترکی عثمانی، فاقد ادبیات غنی‌ای بود و ترجمه نشدن منابع اروپایی به این زبان، کار را برای آموزش بسیار سخت می‌کرد. تعداد زیادی اقلیت‌های قومی و دینی که در امپراتوری ساکن بودند، در مناطق مربوط به ملت خود زندگی می‌کردند. یونانیان، ارمنیان و یهودیان مهم‌ترینِ آن‌ها بودند و رهبر خود را داشتند، به زبان خود صحبت می‌کردند، به مدارس مخصوص خود می‌رفتند و البته مالیات بیشتری پرداخت می‌نمودند. آنان هیچ قدرتی خارج از بخش‌های مربوط به ملت خود نداشتند و دولت عثمانی به صورت رسمی عنوان می‌داشت که مسئول حفظ امنیتشان است؛ با این حال، هیچ‌گونه وفاداری‌ای به حکومت مرکزی نداشتند. 

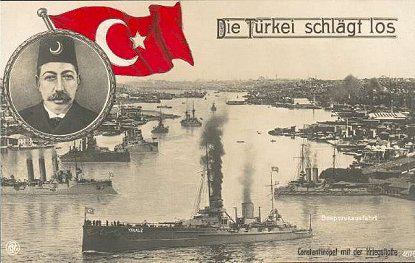
یک کارت پستال آلمانی که نیروی دریایی عثمانی و تصویری از سلطان محمد پنجم را نشان می‌دهد.

در صد سال پایانی حیات دولت عثمانی، ناسیونالیسم قومی که بر پایه تفاوت‌های زبانی و دینی جان گرفته بود، رواج پیدا کرد که سرانجام منجر به نابودی باب عالی شد. یکی از چیزهایی که کار را سخت کرده بود این بود که در یک سده پایانی امپراتوری، همزمان با رسیدن موج ناسیونالیسم به خاورمیانه، پدیده‌ای به نام «ناسیونالیسم ترکی» در میان طبقه حاکم ظهور کرد که پیامد آن ظهور ناسیونالیسم قومیِ مجزا میان مسلمانان غیرترک امپراتوری مانند اعراب و کردها بود. همین اتفاق باعث شد که در جنگ جهانی اول، امپراتوری بریتانیا با استفاده از «ناسیونالیسم عربی» اعراب را به شورش در برابر دولت مرکزی وادارد که در شکست عثمانی در جنگ بزرگ بسیار اثرگذار بود.
هرچه واحدهای سیاسی درون-امپراتوری کوچک و کوچک‌تر می‌شدند، قدرت سلطان نیز در آن مناطق کاهش می‌یافت و حاکمان محلی عملاً به صورت خودمختار عمل می‌کردند. حاکمان محلی مأمور جمع‌آوری مالیات و جمع‌آوری سپاه موردنیاز در زمان جنگ بودند و همچنین در درون امپراتوری با یکدیگر در ستیز بودند. این ستیز تأثیر زیادی بر روی اقتصاد و سیاست‌های امپراتوری می‌گذاشت.
سیستم اقتصادی پیشرفت ناچیزی را تجربه کرد. دستگاه چاپ به دلیل مغایرت با دین اسلام تا سده هجدهم ممنوع بود؛ با این حال ملل غیرمسلمان این اجازه را داشتند از آن استفاده کنند و روزنامه‌های خود را به راه انداختند. آغاز چاپ روزنامه به زبان‌هایی مانند یونانی، ارمنی و عبری تأثیر زیادی بر رواج ناسیونالیسم میان گویش‌وران این زبان‌ها داشت. در مجموع، با اینکه اسلام مانع پیشرفت بخش‌های مسلمان‌نشین می‌شد، این مانع در سرزمین‌های مسیحی یا یهودی‌نشین وجود نداشت.
پس از سده هجدهم، امپراتوری عثمانی عملاً رو به زوال رفت. فشار زیادی از سوی روسیه بر این دولت وارد شد، مصر نیز در ۱۸۰۵ به استقلال رسید (و سپس به امپراتوری بریتانیا ضمیمه شد)، یونان نیز مستقل شد و ناسیونالیسم در صربستان و سایر سرزمین‌های بالکان کار را برای عثمانیان به مرور سخت و سخت‌تر کرد که در نهایت منجر به استقلال این سرزمین‌ها شد. باب عالی همچنین قبرس را در ازای میانجی‌گری انگلیسیان میان عثمانی و اتریش-مجارستان به بریتانیا بخشید. الجزایر و تونس نیز توسط فرانسه فتح شدند و «مرد بیمار اروپا» با سرعت زیادی رو به سقوط می‌رفت. به نظر می‌رسید که تنها آلمانیان هستند که قصد ندارند تا قلمروهای امپراتوری درحال زوال عثمانی را به امپراتوری خود ضمیمه کنند، با این حال، کمک‌های آنان در نهایت منجر به پیوستن باب عالی به نیروهای محور در جنگ جهانی اول شد که سرانجام آن سقوط سلطنت و سپس خلافت عثمانی بود.

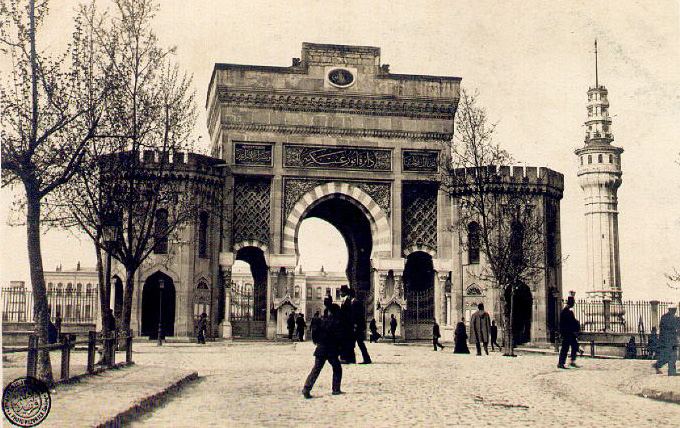
سردر دانشگاه استانبول در سال ۱۹۰۰

## دانش

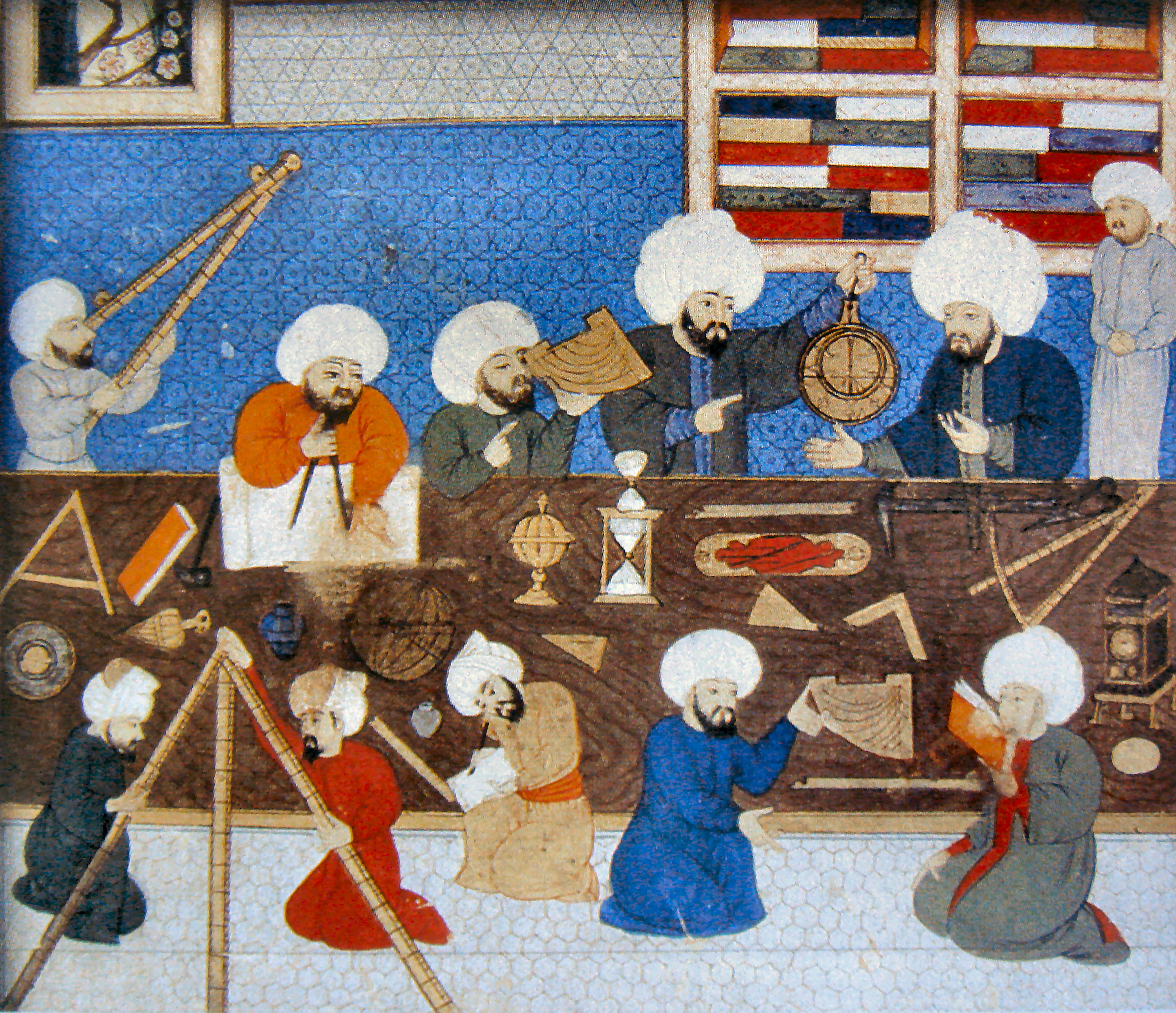
رصدخانه تقی‌الدین شامی در قسطنطنیه در سال ۱۵۷۷

عثمانیان در طول چند سده حیات خود، به ساخت کتاب‌خانه‌های بزرگ و ترجمه آثار مختلف علاقه نسبتاً زیادی نشان دادند. این علاقه، در سده پانزدهم در دوران فرمانروایی محمد دوم به اوج خود رسید. او به گرگوری آمیروتزس، متفکر یونانی اهل ترابوزان دستور داد تا کتاب‌های جغرافیای بطلمیوس را به عربی ترجمه کند. نمونه دیگری از ادب و دانش عثمانی، مُلا علی قوشچی، متفکر ایرانی اهل سمرقند بود که با وجود اینکه تنها دو یا سه سال در قسطنطنیه حضور داشت، تأثیر شگرفی بر ادبیات عثمانی گذاشت و در دو مدرسه مهم این شهر تدریس کرد.
رصدخانه تقی‌الدین شامی در قسطنطنیه در سال ۱۵۷۷ ساخته شد و خود این دانشمند اهل سوریه نیز تا سال ۱۵۸۰ در آن به فعالیت مشغول بود. با این حال، این رصدخانه بیشتر از اینکه به فعالیت دربارهٔ طالع‌بینی بپردازد، به مسائل علمی گرایش داشت که همین مسئله باعث شد تا در سال ۱۵۸۰، پس از انتقاداتی که از سوی علمای اسلامی به آن وارد شد، دستور تخریب آن داده شود. تقی‌الدین سپس به مصر رفت و در آنجا بر روی نیروی بخار تحقیق کرد.

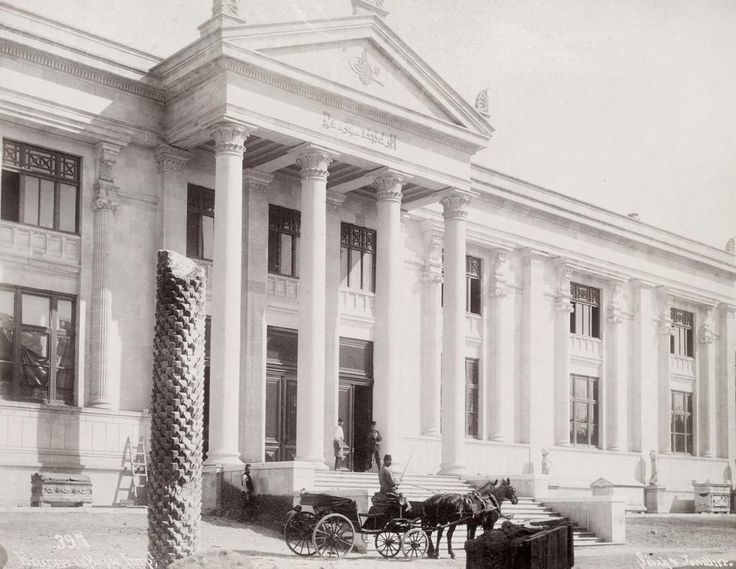
موزه سلطنتی عثمانی که امروزه به موزه باستان‌شناسی عثمانی معروف است.

ترجمه آثار اروپایی نیز در قلمروی عثمانی تا حدودی رایج بود. در سال ۱۶۶۰، ابراهیم افندی الزیگتوری کتاب یک ستاره‌شناس فرانسوی به نام نوئل دورت را به عربی ترجمه کرد. شرف‌الدین صابونجی‌اوغلی یک جراح اهل عثمانی بود. وی کسی بود که آخرین دانشنامه پزشکی جهان اسلام در قرون وسطی را نوشت. با اینکه او کتابش را بر اساس کتاب مشهور التصریف نوشته بود، خودش نیز بخش‌هایی به آن افزود. مشهور شیخ دده از ساعت‌سازان اهل عثمانی، در سال ۱۷۰۲ به تقلید از ساعت‌های اروپایی، ساعتی ساخت که توانایی محاسبه دقایق را داشت.
استفاده از ماشین بخار برای مقاصد صنعتی نیز در جهان اسلام برای اولین بار در مصر و در دوران محمدعلی پاشا روی داد. در این دوران کارگاه‌های صنعتی برای تولید ابریشم و کار با فلز ایجاد شد. اسحاق افندی نیز کسی بود که در سده نوزدهم میلادی نخستین تلاش‌ها برای آشناسازی عثمانی‌ها و سایر جهان اسلام با علوم روز غربی را به انجام رساند. او که چندین کتاب علمی غربی را به عربی ترجمه کرده بود، تعداد زیادی معادل عربی و عثمانی برای واژگان علمی و فنی اروپایی نیز پیشنهاد کرد.

## ورزش

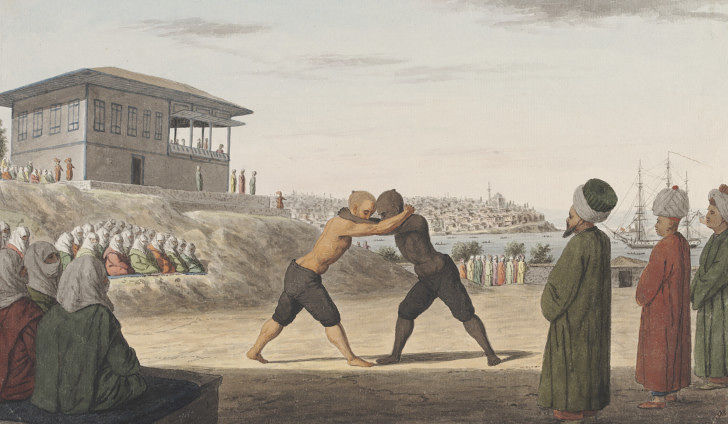
دو کشتی‌گیر در قسطنطنیه

مهم‌ترین ورزش‌ها در سرزمین‌های عثمانی کشتی، شکار، تیراندازی، اسب‌سواری، زوبین‌اندازی، مچ‌اندازی و شنا بودند. با افزایش محبوبیت فوتبال در قسطنطنیه، به مرور پای سایر ورزش‌های اروپایی نیز به قلمروی عثمانی باز شد. در این زمان بود که باشگاه‌های ورزشی به تقلید از باشگاه‌های ورزشی اروپایی در امپراتوری عثمانی نیز تأسیس شدند. موفق‌ترین باشگاه‌های قسطنطنیه، به ترتیب زمان، باشگاه ژیمناستیک بشیکتاش (۱۹۰۳)، باشگاه ورزشی گالاتاسرای (۱۹۰۵)، باشگاه ورزشی فنرباغچه (۱۹۰۷)، باشگاه فوتبال آنکاراگوچو (۱۹۱۰) بودند. در سایر استان‌های عثمانی نیز باشگاه‌های فوتبال تأسیس شدند. مانند باشگاه‌های کارشیاکا (۱۹۱۲)، آلتای سپور (۱۹۱۴) و اولکسپور (۱۹۱۴) که در شهر ازمیر تأسیس شده بودند.

## یادداشت
1. ↑  In Ottoman Turkish, the city was known by various names, among which were Ḳosṭanṭīnīye (قسطنطینیه) (replacing the suffix -polis with the Arabic suffix), Istanbul (استنبول) and Islambol (اسلامبول, ت.ت. 'full of Islam'); see Names of Istanbul). Kostantiniyye became obsolete in Turkish after the proclamation of the Republic of Turkey in 1923,[۵] and after Turkey's transition to Latin script in 1928,[۶] the Turkish government in 1930 requested that foreign embassies and companies use Istanbul, and that name became widely accepted internationally.[۷] Eldem Edhem, author of an entry on Istanbul in Encyclopedia of the Ottoman Empire, stated that the majority of the Turkish people ح. 2010, including historians, believe using "Constantinople" to refer to the Ottoman-era city is "politically incorrect" despite any historical accuracy.[۵]
2. ↑  زبان مقدس؛ در میان شهروندان عرب‌زبان
3. ↑  دیپلماسی؛ شاعری؛ آثار مربوط به تاریخ‌نگاری؛ آثار ادبی که در مدارس دولتی تدریس می‌شود؛ و به‌عنوان درس انتخابی ارائه می‌شود یا برای مطالعه در برخی مدارس توصیه می‌شود.[۹][۱۰][۱۱][۱۲][۱۳][۱۴]
4. ↑  در میان جامعه یونانی‌زبان؛ گفتار برخی سلاطین
5. ↑  حکم‌ها در سدهٔ پانزدهم.[۱۵]
6. ↑  زبان خارجی میان افراد تحصیل کرده در دوره پساتنظیمات[۱۶]
7. ↑  سلطان از ۱۵۱۲ تا ۱۵۲۰.
8. ↑  ۱ نوامبر ۱۹۲۲ پایان رسمی امپراتوری عثمانی است. محمد ششم در ۱۷ نوامبر ۱۹۲۲ قسطنطنیه را ترک کرد.
9. ↑  The معاهده سور (10 August 1920) afforded a small existence to the Ottoman Empire. On 1 November 1922, the مجلس ملی کبیر ترکیه (GNAT) abolished the sultanate and declared that all the deeds of the Ottoman regime in Constantinople were null and void as of 16 March 1920, the date of the occupation of Constantinople under the terms of the Treaty of Sèvres. The international recognition of the GNAT and the دولت ملی مجلس بزرگ was achieved through the signing of the پیمان لوزان on 24 July 1923. The Grand National Assembly of Turkey promulgated the Republic on 29 October 1923, which ended the Ottoman Empire in history.